# SONGS (テレビ番組)
『SONGS』（ソングス）は、NHKで2007年4月11日から放送されている音楽番組。
本項目では、衛星放送旧BS2・BSプレミアムでの『SONGSプレミアム』についても記載する。

## 概要
テレビにはなかなか出演しないロック・フォーク・ニューミュージック系のアーティストに焦点を当て、スタジオライブを送る他、曲が生まれた時代背景やアーティスト自らの人生哲学を語る、大人向けの新しい音楽番組である。ゲストにはアーティスト1人（1組）を迎える他、番組責任者の大泉洋や、その人にゆかりのある著名人とトーク（対談）を展開する事もある（2021年4月以降は毎回、大泉とのトークがある）。
最初は2007年1月2日、「NHK番組たまご」の一環でパイロット版が放送された。この回は寺尾聰が出演し、アルバム『Reflections』の収録曲や、大ヒットした「ルビーの指環」を新アレンジで披露した。トークゲストとして小泉今日子も共演している。また4月11日のレギュラー放送初回には竹内まりやが出演し、26年ぶりのテレビ出演は大きな反響を呼んだ。
2011年3月11日に発生した東日本大震災の影響で休止し、4月6日に放送を再開した。同日は被災者へのエールを送る目的で美輪明宏、山下達郎、竹内まりやがメッセージと歌を送った。ただし山下はテレビ出演をしないスタンスのため、PV・声のみの出演となった。

### 放送時間移動
2010年3月31日からは、同年3月29日からスタートする『Bizスポ』の放送時間が23:25 - 23:50となるため、放送時間が5分前倒しされて、22:55 - 23:24に移動となった。
2012年4月改編で、水曜日の同時間帯には、爆笑問題が司会の『探検バクモン』が開始されることにより、当番組は、土曜日の23時台前半枠へと移動することになった。
2015年4月改編で、『サタデースポーツ』が当枠で放送されることになったため、当番組は30分繰り下がり23:30 - 23:58の放送になった。
2016年4月改編で、放送時間が木曜22:50 - 23:14枠に移動した。
2018年4月改編で、放送時間が土曜日23時台前半へ移動した。同枠では3年ぶり、土曜放送は2年ぶりとなる。
2021年4月改編で、『世界はほしいモノにあふれてる』の後番組として、放送時間が木曜日22時台後半へ移動。放送時間もこれまでの30分から45分に拡大。木曜放送は3年ぶりとなる。
2022年4月改編で、放送時間が木曜22:00 - 22:45枠に移動した。

### 紅白歌合戦への影響
番組開始当時、抜本的改革を迫られていたNHKは、『第58回NHK紅白歌合戦』の製作スタッフの中心を『SONGS』のスタッフとすると発表。また、この番組に出演した歌手を『紅白』に出場させることを念頭に置いて、紅白どちらにも属さない「特別枠」が設けられた。この回の総合司会だったNHKアナウンサー（当時）の松本和也は、この番組本体に出てくることは基本的にないが、『SONGS』担当として予告ナレーションを手掛けたり、まれに番組中のビデオナレーションを担うこともあった。
また、2018年より責任者として出演している大泉洋が『第71回NHK紅白歌合戦』で初めて白組の司会を起用した理由として、「毎週土曜、総合テレビで放送中の音楽番組『SONGS』では、『責任者』という役柄のホストをお任せしていますので、紅白では、白組の『責任者』のつもりでいただけたら、白組にとって最強のエールとなるでしょう」と当番組での活躍を一つの理由として取り上げていた。

### 大泉洋と戸次重幸の登場
2018年5月12日放送回より、番組開始から12年目にして初めてとなる"番組の顔"として、俳優でTEAM NACSのメンバーである大泉洋が就任。ただ、番組の顔とはいえ、司会者でもナビゲーターでもなく、あくまでも「番組の顔=責任者」という立場をとる、としている。なお、ナレーターは、2017年7月20日放送回より、同じくTEAM NACSのメンバーであり、大泉とのデュオでFAN TANを組んだこともある、俳優の戸次重幸が担当している。2020年3月14日放送回では、戸次が顔出しで初めて出演し、大泉とSONGSでは初の直接の共演ともなった。2021年1月20日・27日放送回でも戸次が出演し、大泉と共演している。
なお、大泉就任初回となる5月12日放送（第458回）は「SONGSが変わる!スペシャル」として、続く翌5月19日放送（第459回）は「SONGS×大泉洋スペシャル」として放送。
この大泉の就任について制作統括の篠原伸介によれば、トーク前の打ち合わせでも、台本を熟読した上で、「アーティストを描くにあたって、そこが気になりますかって感じで、すごく本質をついてくる」質問を投げかけてくるといい、収録が始まるとカンペも必要がなく、大泉だからこそアーティストも見せない顔を見せてくれるなど、大泉がその時に感じたことを話すところこそが面白く「撮れ高は台本を超えてくる」という。

このことを大泉が源頼朝役で出演している『鎌倉殿の13人』放送中にSNSで話題となる「大泉のせい」なるワードを引き合いに出しつつ、当番組は「大泉のおかげ」と感じることが多いと語る。

## 放送時間
すべて日本標準時（JST）で記載する。

### 本放送
総合テレビ
- 水曜日 23:00 - 23:29（開始 - 2009年度）
- 水曜日 22:55 - 23:24（2010年度 - 2010年度6月）
- 水曜日 22:55 - 23:23（2010年度7月 - 2011年度）
- 土曜日 23:00 - 23:28（2012年度 - 2015年度）[注釈 5]
- 土曜日 23:30 - 23:58（2015年度）
- 木曜日 22:50 - 23:14（2016年度 - 2017年度）
- 土曜日 23:00 - 23:30（2018年度 - 2020年度）[7]
- 木曜日 22:30 - 23:15（2021年度）[8]
- 木曜日 22:00 - 22:45（2022年度 - ）[10]

BS2
- 水曜日 8:30 - 9:00（1週遅れ）

### 再放送
- 火曜日（月曜日深夜） 1:50 - 2:29（2007年度）
- 土曜日（金曜日深夜） 3:40 - 4:29（2008年度）
- 火曜日　　　　　　　 15:15 - 15:44（2008年度・2009年度）
- 金曜日（木曜日深夜） 1:30 - 1:59（2010年度）
- 水曜日（火曜日深夜） 1:30 - 1:58（2011年度）
- 金曜日（木曜日深夜） 1:40 - 2:08（2012年度4 - 8月）
- 金曜日（木曜日深夜） 1:15 - 1:43（2012年度9 - 3月）
- 土曜日（金曜日深夜） 1:10 - 1:40（2019年度前期）
- 土曜日（金曜日深夜） 1:40 - 2:10（2019年度後期）
- 土曜日（金曜日深夜） 1:35 - 2:05（2020年度前期）
- 土曜日（金曜日深夜） 1:30 - 2:00（2020年度後期）
- 火曜日（月曜日深夜） 0:53 - 1:38（2021年度前期）
- 火曜日（月曜日深夜） 0:48 - 1:34（2021年度後期）
- 火曜日（月曜日深夜） 0:50 - 1:35（2022年度前期）[10]

## 出演者

### 番組責任者
- 大泉洋（俳優・TEAM NACS） - 第458回（2018年5月12日放送分）から番組責任者を担当している[12]。アーティストとの対談も行っている（一部の回を除く）。

### ナレーション
現在
- 戸次重幸（俳優・TEAM NACS） - 第429回（2017年7月20日放送分）からレギュラー放送のナレーションを担当している（一部の回を除く）。顔出しで出演することもある。

過去
- 松本和也
- 武内陶子
- 伊東敏恵
- 島津有理子 - 『未来観測 つながるテレビ@ヒューマン』の縁で、第107回の絢香の聞き手とナレーションを担当した。
- 森山春香
- 塚原愛
- 礒野佑子
- 岩槻里子
- 山根基世
- 守本奈実
- 渡邊佐和子
- 小田切千
- 松平定知 - 沢田研二の要望により、第60回のナレーションを担当。
- 桑子真帆 - 吉田拓郎の指名により、インタビュアを担当した。
- 和久田麻由子 - スタジオ出演した戸次に代わってナレーションを担当。

（以上、NHKアナウンサー〈放送時点〉） - 予告ナレーションとまれに番組中のビデオナレーションを担当していた。なお、ビデオナレーションは基本的には、戸次またはメインゲストが担当する。
- 薬師丸ひろ子（俳優） - 井上陽水のナレーション。
- 落合恵子（文化放送元アナウンサー） - 岡林信康のナレーション。
- 高畑充希（俳優） - コブクロのナレーション。歌手デビューをする時に小渕健太郎がプロデューサーを務めた縁で、担当。
- 満島ひかり（俳優） - 中島みゆきのナレーション。舞台「中島みゆき RESPECT LIVE 歌縁（うたえにし）」に出演。
- 蒲田健 - 番組宣伝のナレーション。

## 放送リスト（2000年代）
| 回 | 放送日   | タイトル                           | 出演者                                | 曲目 | ゲスト                                 |
| -- | -------- | ---------------------------------- | ------------------------------------- | --- | -------------------------------------- |
| 0  | 1月2日   | 寺尾聰                             | 寺尾聰                                | HABANA EXPRESS 二季物語 出航 SASURAI ルビーの指環 | 小泉今日子                             |
| 1  | 4月11日  | 竹内まりや                         | 竹内まりや                            | 人生の扉 | 松たか子 上野樹里 山下達郎（音声のみ） |
| 2  | 4月18日  | 一青窈                             | 一青窈                                | もらい泣き 大家（ダージャー） 江戸ポルカ〜昭和歌謡メドレー ハナミズキ                                                                                                |                                        |
| 3  | 4月25日  | チューリップ                       | チューリップ                          | 虹とスニーカーの頃 夢中さ君に 銀の指環 私のアイドル 心の旅 | 船越英一郎（語り）                     |
| 4  | 5月9日   | チューリップ                       | チューリップ                          | I dream 青春の影 run 魔法の黄色い靴 | 船越英一郎                             |
| 5  | 5月16日  | 山本潤子 南こうせつ 五つの赤い風船 | 山本潤子 南こうせつ 五つの赤い風船    | 遠い世界に 翼をください マキシーのために まぼろしのつばさと共に 【フォーク名曲メドレー】 受験生ブルース 悲しくてやりきれない 自転車にのって あの素晴しい愛をもう一度 |                                        |
| 6  | 5月23日  | 工藤静香                           | 工藤静香                              | 慟哭 【工藤静香ベストヒットメドレー】 禁断のテレパシー FU-JI-TSU 嵐の素顔 黄砂に吹かれて MUGO・ん…色っぽい めちゃくちゃに泣いてしまいたい 雨夜の月に                 | 秋元康                                 |
| 7  | 5月30日  | 平原綾香 秋川雅史                  | 平原綾香 秋川雅史                     | 千の風になって Jupiter 【宮崎駿作品名曲メドレー】 いのちの名前 もののけ姫 世界の約束 感謝                                                                            | 新井満                                 |
| 8  | 6月6日   | 大貫妙子                           | 大貫妙子                              | Shall We Dance? 突然の贈り物 メトロポリタン美術館 彼と彼女のソネット Time To Go                                                                                      | 坂本龍一                               |
| 9  | 6月13日  | 佐野元春                           | 佐野元春                              | 約束の橋 荒地の何処かで ラジオ・デイズ 黄金色の天使 |                                        |
| 10 | 6月20日  | DREAMS COME TRUE                   | DREAMS COME TRUE                      | 大阪LOVER 何度でも〜LOVE LOVE LOVE 未来予想図II きみにしか聞こえない                                                                                                 |                                        |
| 11 | 6月27日  | 矢沢永吉                           | 矢沢永吉                              | YES MY LOVE 共犯者 星に願いを アリよさらば | 浅野忠信                               |
| 12 | 7月4日   | 矢沢永吉                           | 矢沢永吉                              | PURE GOLD もうひとりの俺 A DAY | 布袋寅泰 浅野忠信                      |
| 13 | 7月11日  | あみん                             | あみん                                | 夢をあきらめないで 待つわ'07 ひまわり |                                        |
| 14 | 8月1日   | 小野リサ                           | 小野リサ                              | イパネマの娘 ドッグ・オヴ・ザ・ベイ（オーティス・レディング） インセンサテス SO DANCO SAMBA レイトリー（スティーヴィー・ワンダー）                                   | 渡辺貞夫                               |
| 15 | 8月22日  | 徳永英明                           | 徳永英明                              | 壊れかけのRadio 恋におちて -Fall in love- わかれうた まちぶせ PRIDE レイニーブルー                                                                                   |                                        |
| 16 | 8月29日  | 玉置浩二                           | 玉置浩二                              | 惑星 ワインレッドの心 夏の終りのハーモニー からっぽの心で 田園 |                                        |
| 17 | 9月5日   | BEGIN                              | BEGIN                                 | 涙そうそう 恋しくて 島人ぬ宝 ここから未来へ |                                        |
| 18 | 9月19日  | 杏里                               | 杏里                                  | オリビアを聴きながら 【ANRIスペシャルメドレー】 GROOVE A・GO・GO 嘘ならやさしく 最後のサーフホリデー CAT'S EYE 悲しみがとまらない 優しい雨                           |                                        |
| 19 | 9月26日  | 米米CLUB                           | 米米CLUB                              | 君がいるだけで 【米米CLUB SONGS SHOW】 ほんとにいいのかい Shake Hip! 狂わせたいの 嗚呼!浪漫飛行 WE ARE MUSIC!                                                        |                                        |
| 20 | 10月3日  | PUFFY                              | PUFFY                                 | 渚にまつわるエトセトラ Hi Hi 【SONGSスペシャルメドレー】 これが私の生きる道 くちびるモーション サーキットの娘 アジアの純真 オリエンタル・ダイヤモンド                | 大貫亜美（語り）                       |
| 21 | 10月10日 | 髙橋真梨子                         | 髙橋真梨子                            | for you… ごめんね…… はがゆい唇 グランパ | 安めぐみ 星野仙一 西田敏行             |
| 22 | 10月17日 | 髙橋真梨子                         | 髙橋真梨子                            | 桃色吐息 ジョニィへの伝言 教会へ行く いっそ セレナーデ 無伴奏 | 安めぐみ ヘンリー広瀬 阿久悠（語り）   |
| 23 | 10月24日 | 中村中                             | 中村中                                | 友達の詩 さよなら十代 喝采 裸電球 | 戸田恵子                               |
| 24 | 10月31日 | 山崎まさよし                       | 山崎まさよし                          | セロリ One more time, One more chance M Daydream Believer さらば恋人〜Respect〜さらば恋人                                                                            | 服部隆之 山崎静代                      |
| 25 | 11月7日  | 槇原敬之                           | 槇原敬之                              | SPY どんなときも。'07 GREEN DAYS 赤いマフラー 世界に一つだけの花 |                                        |
| 26 | 11月14日 | 夏川りみ                           | 夏川りみ                              | 花（すべての人の心に花を） 涙そうそう 童神〜ヤマトグチ〜 時代 見上げてごらん夜の星を                                                                                 | 金城綾乃                               |
| 27 | 11月21日 | CHEMISTRY                          | CHEMISTRY                             | PIECES OF A DREAM My Gift to You アシタヘカエル 約束の場所 最期の川                                                                                                  |                                        |
| 28 | 11月28日 | 小椋佳 五輪真弓                    | 小椋佳 五輪真弓                       | シクラメンのかほり リバイバル 飛べない蝙蝠 愛燦燦 幸せの旅人 |                                        |
| 29 | 12月5日  | SONGSコンピレーション              | 新井満 矢野真紀 アン・サリー 馬場俊英 | スタートライン〜新しい風〜 窓 のびろのびろだいすきな木 千の風になって ふるさとの山に向ひて                                                                           |                                        |
| 30 | 12月12日 | ゴダイゴ                           | ゴダイゴ                              | Monkey Magic 【ゴダイゴ・ヒットメドレー】 僕のサラダガール ビューティフル・ネーム ホーリー&ブライト 銀河鉄道999 ガンダーラ BIG MAMA                                  |                                        |
| 31 | 12月19日 | 綾戸智恵 ボーイズIIメン            | 綾戸智恵 ボーイズIIメン               | White Christmas END OF THE ROAD LET IT SNOW 家路 JUST MY IMAGINATION（RUNNING AWAY WITH ME）                                                                         |                                        |

| 回     | 放送日   | タイトル                               | 出演者                                                                            | 曲目 | ゲスト                          |
| ------ | -------- | -------------------------------------- | --------------------------------------------------------------------------------- | --- | ------------------------------- |
| 32     | 1月9日   | SONGSリクエストBEST Part1              | 高橋真梨子 槇原敬之 夏川りみ BEGIN 竹内まりや 玉置浩二                            | for you… 世界に一つだけの花 花（すべての人の心に花を） ここから未来へ 人生の扉 ワインレッドの心                                                            |                                 |
| 33     | 1月16日  | SONGSリクエストBEST Part2              | 徳永英明 DREAMS COME TRUE あみん 山崎まさよし 秋川雅史 平原綾香 チューリップ      | レイニーブルー 何度でも〜LOVE LOVE LOVE ひまわり さらば恋人〜Respect〜さらば恋人 世界の約束 青春の影                                                       |                                 |
| 34     | 1月23日  | 奥田民生                               | 奥田民生                                                                          | イージュー★ライダー 息子 無限の風 さすらい 明日はどうだ | 山口智充                        |
| 35     | 1月30日  | 世良公則                               | 世良公則                                                                          | 燃えろいい女 宿無し あんたのバラード 銃爪 Jacaranda -ジャカランダ-                                                                                         | Doug Aldrich                    |
| 36     | 2月6日   | 忌野清志郎                             | 忌野清志郎                                                                        | 雨あがりの夜空に スローバラード 毎日がブランニューディ 誇り高く生きよう JUMP                                                                               | 原田知世（語り）                |
| 37     | 2月13日  | 森山直太朗                             | 森山直太朗                                                                        | 花 生きとし生ける物へ 諸君 さくら（合唱） スノウドロップ                                                                                                   |                                 |
| 38     | 2月20日  | 甲斐よしひろ                           | 甲斐よしひろ                                                                      | HERO 風の中の火のように 裏切りの街角 安奈 駅 | 押尾コータロー 高橋克実（語り） |
| 39     | 2月27日  | Every Little Thing                     | Every Little Thing                                                                | 出逢った頃のように サクラビト 恋文 Time goes by 恋をしている                                                                                               |                                 |
| 40     | 3月5日   | さだまさし                             | さだまさし                                                                        | パンプキン・パイとシナモン・ティー pineapple hill 無縁坂 かささぎ                                                                                          | 見城徹                          |
| 41     | 3月12日  | 平井堅                                 | 平井堅                                                                            | POP STAR キャンバス 瞳をとじて 写真 |                                 |
| 42     | 4月2日   | SONGS 1周年記念スペシャル 竹内まりや   | 竹内まりや                                                                        | 人生の扉 不思議なピーチパイ〜SEPTEMBER 元気を出して 駅 うれしくてさみしい日                                                                                | 松たか子 コブクロ               |
| 43     | 4月9日   | コンピレーション 90's青春のバラード    | JAYWALK 山根康広 class 酒井法子                                                   | 何も言えなくて…夏 Get Along Together-愛を贈りたいから- 夏の日の1993 碧いうさぎ 世界中の誰よりきっと もう一度…                                              |                                 |
| 44     | 4月16日  | 森山良子                               | 森山良子                                                                          | さとうきび畑 涙そうそう 30年を2時間半で…… 春夏秋冬 |                                 |
| 45     | 4月23日  | ゆず                                   | ゆず                                                                              | アゲイン2 サヨナラバス 栄光の架橋 ワンダフルワールド | 久石譲                          |
| 46     | 4月30日  | 水谷豊                                 | 水谷豊                                                                            | はーばーらいと 表参道軟派ストリート やさしさ紙芝居 カリフォルニア・コネクション 何んて優しい時代                                                           |                                 |
| 47     | 5月14日  | 藤井フミヤ                             | 藤井フミヤ                                                                        | Another Orion ALIVE 二人だけ TRUE LOVE トワイライト |                                 |
| 48     | 5月21日  | 松田聖子                               | 松田聖子                                                                          | 花びら舞う季節に 【Seiko Summer Medley】 ピンクのモーツァルト 小麦色のマーメイド チェリーブラッサム あなたに逢いたくて〜Missing You〜 涙がただこぼれるだけ |                                 |
| 総集編 | 5月25日  | SONGS BEST セレクションIIⅠ             | 竹内まりや 水谷豊 平井堅 Every Little Thing 森山直太朗 森山良子 あみん 忌野清志郎 | うれしくてさみしい日 カリフォルニアコネクション 瞳をとじて Time goes by さくら 涙そうそう 銀色の少女 上を向いて歩こう 駅                                   |                                 |
| 49     | 5月28日  | チューリップ                           | チューリップ                                                                      | 心の旅 魔法の黄色い靴 虹とスニーカーの頃 青春の影 |                                 |
| 50     | 6月4日   | 鈴木雅之                               | 鈴木雅之                                                                          | ランナウェイ 【メドレー】 街角トワイライト め組のひと ガラス越しに消えた夏 夢で逢えたら 渋谷で5時 恋のフライトタイム〜12pm〜 ロンリーチャップリン          | 桑野信義 菊池桃子 鈴木聖美      |
| 51     | 6月11日  | 石川セリ                               | 石川セリ                                                                          | Moonlight Surfer SEXY 八月の濡れた砂 ダンスはうまく踊れない ひまわり                                                                                       |                                 |
| 52     | 6月18日  | CHARA                                  | CHARA                                                                             | ミルク ラブラドール やさしい気持ち Swallowtail Butterfly 〜あいのうた〜 愛を憶える                                                                         |                                 |
| 53     | 6月25日  | 中村雅俊                               | 中村雅俊                                                                          | 心の色 いつか街で会ったなら 海を抱きしめて ふれあい 涙 |                                 |
| 54     | 7月9日   | 絢香                                   | 絢香                                                                              | 手をつなごう Peace loving people〜 POWER OF MUSIC 三日月 おかえり                                                                                          |                                 |
| 55     | 7月16日  | 元ちとせ                               | 元ちとせ                                                                          | 蛍星 ワダツミの木 カッシーニ 空に咲く花 |                                 |
| 56     | 7月23日  | 五輪コンピレーション ~人を勇気づける歌 | Mr.Children 平原綾香 ゆず                                                         | GIFT 誓い 栄光の架橋 |                                 |
| 57     | 8月27日  | 徳永英明                               | 徳永英明                                                                          | レイニーブルー 輝きながら… 風のエオリア 僕のそばに 抱きしめてあげる 最後の言い訳 愛が哀しいから                                                            |                                 |
| 58     | 9月3日   | 薬師丸ひろ子                           | 薬師丸ひろ子                                                                      | セーラー服と機関銃 探偵物語 メイン・テーマ あなたを・もっと・知りたくて 夏の思い出 Woman "Wの悲劇"より 風に乗って                                          |                                 |
| 59     | 9月10日  | 高橋真梨子 NEW YORKスペシャル          | 高橋真梨子                                                                        | 遥かな人へ 桃色吐息 for you… MY HEART NEW YORK CITY 五番街のマリーへ 目を見て語れ恋人たちよ                                                                |                                 |
| 60     | 9月17日  | 沢田研二                               | 沢田研二                                                                          | ROCK'N ROLL MARCH 我が窮状 君をのせて 勝手にしやがれ 神々たちよ護れ                                                                                        |                                 |
| 61     | 9月4日   | 沢田研二                               | 沢田研二                                                                          | 時の過ぎゆくままに 危険なふたり 海にむけて 君だけに愛を Long Good-by                                                                                       | 加瀬邦彦 岸部一徳 森本太郎      |
| 62     | 10月8日  | スガシカオ                             | スガシカオ                                                                        | Progress 19才 黄金の月 夜空ノムコウ コノユビトマレ |                                 |
| 63     | 10月15日 | 美輪明宏                               | 美輪明宏                                                                          | 砂漠の青春 ヨイトマケの唄 花〜すべての人の心に花を〜 |                                 |
| 64     | 10月22日 | 美輪明宏                               | 美輪明宏                                                                          | ミロール ボン・ヴォワヤージュ 愛の讃歌 |                                 |
| 65     | 10月29日 | 福山雅治                               | 福山雅治                                                                          | 想 -new love new world- HIGHER STAGE 明日の☆SHOW |                                 |
| 66     | 11月5日  | 矢野顕子                               | 矢野顕子                                                                          | ひとつだけ 春咲小紅 変わるし いつも通り |                                 |
| 67     | 11月12日 | 工藤静香                               | 工藤静香                                                                          | 黄砂に吹かれて 空と君のあいだに 宙船（そらふね） 慟哭 雪傘                                                                                                 | 中島みゆき（声の出演）          |
| 68     | 11月19日 | 槇原敬之                               | 槇原敬之                                                                          | もう恋なんてしない 君の後ろ姿 世界に一つだけの花 The Average Man Keeps Walking Hey...                                                                      |                                 |
| 69     | 11月26日 | あみん                                 | あみん                                                                            | 琥珀色の想い出'08 天晴な青空 待つわ（SONGSスペシャル） 未来へのたすき                                                                                      |                                 |
| 70     | 12月3日  | 稲垣潤一                               | 稲垣潤一                                                                          | ドラマティック・レイン 【メドレー】 ロング・バージョン 夏のクラクション バチェラー・ガール 1ダースの言い訳 クリスマスキャロルの頃には 悲しみがとまらない   | 小柳ゆき 秋元康                 |
| 71     | 12月10日 | Mr.Children                            | Mr.Children                                                                       | HANABI エソラ GIFT 少年 |                                 |
| 72     | 12月17日 | TOKIO                                  | TOKIO                                                                             | 青春 SEISYuN AMBITIOUS JAPAN! あきれるくらい 僕らは願おう 宙船 雨傘                                                                                        |                                 |

| 回  | 放送日   | タイトル                       | 出演者                                                                  | 曲目 | ゲスト                 |
| --- | -------- | ------------------------------ | ----------------------------------------------------------------------- | --- | ---------------------- |
| 73  | 1月7日   | リクエスト BEST                | 竹内まりや 松田聖子 髙橋真梨子 沢田研二 美輪明宏                        | うれしくてさみしい日 あなたに逢いたくて〜Missing You〜 五番街のマリーへ 我が窮状 花 |                        |
| 74  | 1月14日  | Kiroro                         | Kiroro                                                                  | Best Friend 長い間 未来へ 幸せの種 〜Winter version〜 |                        |
| 75  | 1月21日  | 小泉今日子                     | 小泉今日子                                                              | 艶姿ナミダ娘 月ひとしずく 小泉今日子はブギウギブギ 木枯しに抱かれて |                        |
| 76  | 1月28日  | 小泉今日子                     | 小泉今日子                                                              | Innocent Love 優しい雨 samida-rain あなたに会えてよかった Bye Bye |                        |
| 77  | 2月4日   | 4×4リクエスト Part 1           | Dreams Come True 槇原敬之 福山雅治 Mr.Children                          | 未来予想図II 想 -new love new world- 世界に一つだけの花 GIFT |                        |
| 78  | 2月11日  | 4×4リクエスト Part 2           | Dreams Come True 槇原敬之 福山雅治 Mr.Children                          | Hey... HANABI 何度でも LOVE LOVE LOVE 明日の☆SHOW |                        |
| 79  | 2月18日  | 布袋寅泰                       | 布袋寅泰                                                                | C'MON EVERYBODY サレンダー 風の銀河へ アストロノーツ |                        |
| 80  | 2月25日  | アンジェラ・アキ               | アンジェラ・アキ                                                        | 手紙 〜拝啓 十五の君へ〜 HOME サクラ色 手紙 〜拝啓 十五の君へ〜卒業 |                        |
| 81  | 3月4日   | 馬場俊英                       | 馬場俊英                                                                | ボーイズ・オン・ザ・ラン いつか君に追い風が スタートライン〜新しい風 世界中のアンサー |                        |
| 82  | 3月11日  | ゴスペラーズ                   | ゴスペラーズ                                                            | 永遠（とわ）に 言葉にすれば Stand By Me ひとり 1,2,3 for 5 |                        |
| 83  | 3月18日  | リクエスト BEST II             | 德永英明 スガシカオ 薬師丸ひろ子 工藤静香 Kiroro                        | レイニー・ブルー 夜空ノムコウ Woman "Wの悲劇"より 慟哭 未来へ |                        |
| 84  | 4月1日   | ベスト DREAMS COME TRUE        | DREAMS COME TRUE                                                        | 何度でも LOVE LOVE LOVE（第57回紅白より） やさしいキスをして（第55回紅白より） ア・イ・シ・テ・ルのサイン 〜わたしたちの未来予想図〜（第58回紅白より） MERRY-LIFE-GOES-ROUND（ライブ映像）                                                                             |                        |
| 85  | 4月8日   | 松任谷由実                     | 松任谷由実                                                              | まずはどこへ行こう やさしさに包まれたなら 瞳を閉じて 卒業写真 ハートの落書き |                        |
| 86  | 4月15日  | 松任谷由実                     | 松任谷由実                                                              | Flying Messenger 春よ、来い 夜空でつながっている |                        |
| 87  | 4月22日  | 坂本龍一                       | 坂本龍一                                                                | Tibetan Dance to stanford Merry Christmas Mr.Lawrence 無題 |                        |
| 88  | 4月29日  | カーペンターズ                 | カーペンターズ                                                          | イエスタデイ・ワンス・モア（ライブ映像） トップ・オブ・ザ・ワールド（ライブ映像） 恋におちて -Fall in love-（ボーカル：小林明子） イエスタデイ・ワンス・モア（ボーカル：小林明子） 遙かなる影                                                                          | 小林明子               |
| SP  | 5月6日   | SONGSスペシャル                | 松田聖子 德永英明 松任谷由実 一青窈 ZARD 今井美樹 髙橋真梨子 竹内まりや | 赤いスイートピー 【松田聖子ヒットメドレー】 渚のバルコニー 白いパラソル 天使のウィンク セカンド・ラブ やさしさに包まれたなら ハナミズキ はじめて 揺れる想い（第58回紅白より） PRIDE 会いたい 桃色吐息 砂時計 SWEET MEMORIES あなたに逢いたくて〜Missing You〜 人生の扉 |                        |
| 89  | 5月13日  | 尾崎亜美                       | 尾崎亜美                                                                | あなたの空を翔びたい 春の予感 -I've been mellow- 天使のウィンク オリビアを聴きながら マイ・ピュア・レディ |                        |
| 90  | 5月20日  | 山崎まさよし                   | 山崎まさよし                                                            | 僕はここにいる 春も嵐も 雨あがりの夜空に 春も嵐も（ライブ映像） One more time, One more chance 追憶 |                        |
| 91  | 5月27日  | 平井堅                         | 平井堅                                                                  | 楽園 瞳はダイアモンド 白い恋人達 瞳をとじて New York State Of Mind |                        |
| 92  | 6月3日   | 矢沢永吉 BEST                  | 矢沢永吉                                                                | PURE GOLD もうひとりの俺 YES MY LOVE |                        |
| 93  | 6月10日  | 髙橋真梨子                     | 髙橋真梨子                                                              | 勝手にしやがれ 君といつまでも ロビンソン ワインレッドの心 サヨナラCOLOR |                        |
| 94  | 6月17日  | 水谷豊                         | 水谷豊                                                                  | 大丈夫だよ やさしさ紙芝居 カリフォルニア・コネクション WAY |                        |
| 95  | 6月24日  | 椎名林檎 第一夜                | 椎名林檎                                                                | ありあまる富 丸ノ内サディスティック 罪と罰 二人ぼっち時間 |                        |
| 96  | 7月1日   | 椎名林檎 第二夜                | 椎名林檎                                                                | 密偵物語 流行 歌舞伎町の女王 旬 |                        |
| 97  | 7月8日   | アリス                         | アリス                                                                  | 冬の稲妻 【メドレー】 涙の誓い ジョニーの子守唄 狂った果実 今はもうだれも 帰らざる日々 |                        |
| 98  | 7月15日  | トータス松本                   | トータス松本                                                            | ガッツだぜ!! バンザイ 〜好きでよかった〜 ええねん 明星 |                        |
| 99  | 7月22日  | 吉川晃司                       | 吉川晃司                                                                | にくまれそうなNEWフェイス RAIN-DANCEがきこえる せつなさを殺せない 終わらないSun Set El Dorado |                        |
| 100 | 7月29日  | 矢沢永吉 第一夜                | 矢沢永吉                                                                | コバルトの空 Sweet Rock’n’Roll チャイナタウン いつの日か |                        |
| 101 | 8月5日   | 矢沢永吉 第二夜                | 矢沢永吉                                                                | 小悪魔ハニービー Loser Take It Time パセオラの風が |                        |
| 102 | 8月12日  | 中森明菜・歌姫スペシャル 第1夜 | 中森明菜                                                                | 悪女 ダンスはうまく踊れない I LOVE YOU ベルベット・イースター |                        |
| 103 | 8月19日  | 中森明菜・歌姫スペシャル 第2夜 | 中森明菜                                                                | 異邦人 なごり雪 恋の予感 恋 |                        |
| 104 | 9月2日   | コブクロ 第一夜                | コブクロ                                                                | STAY 赤い糸 桜 恋心 |                        |
| 105 | 9月9日   | コブクロ 第二夜                | コブクロ                                                                | ここにしか咲かない花 To calling of love 蕾 サヨナラHERO |                        |
| 106 | 9月30日  | 原由子                         | 原由子                                                                  | 夢をアリガトウ いちょう並木のセレナーデ 私はピアノ 潮風のエトランゼ |                        |
| 107 | 10月7日  | 絢香                           | 絢香                                                                    | I believe おかえり 三日月・みんな空の下 |                        |
| 108 | 10月14日 | 美輪明宏 スペシャル            | 美輪明宏                                                                | ふるさとの空の下に 暗い日曜日 おぼろ月夜 白月・老女優は去りゆく |                        |
| 109 | 10月21日 | GLAY                           | GLAYメンバー TAKURO TERU                                                | BE WITH YOU HOWEVER RAIN | YOSHIKI                |
| 110 | 10月28日 | 財津和夫 第一夜                | 財津和夫                                                                | 愛していたい サボテンの花 青春の影 | ASKA 富田京子 平原綾香 |
| 111 | 11月4日  | 財津和夫 第二夜                | 財津和夫                                                                | Wake Up 会いたい 手紙にかえて | 小田和正               |
| 112 | 11月11日 | 井上陽水 第一夜                | 井上陽水                                                                | 招待状のないショー 限りない欲望 氷の世界 傘がない |                        |
| 113 | 11月18日 | 井上陽水 第二夜                | 井上陽水                                                                | クレイジーラブ とまどうペリカン カナリア・リバーサイドホテル いっそセレナーデ |                        |
| 114 | 11月25日 | 井上陽水 第三夜                | 井上陽水                                                                | 帰れない二人 海へ来なさい 最後のニュース 長い坂の絵のフレーム 自然に飾られて |                        |
| 115 | 12月2日  | 井上陽水 第四夜                | 井上陽水                                                                | 新しいラプソディー 嘘つきダイヤモンド 少年時代 積み荷のない船 |                        |
| 116 | 12月9日  | 今井美樹 第一夜                | 今井美樹                                                                | DRIVEに連れてって 野性の風 PIECE OF MY WISH 宝物 |                        |
| 117 | 12月16日 | 今井美樹 第二夜                | 今井美樹                                                                | Goodbye Yesterday Beautiful Life PRIDE ひとひら |                        |

## 放送リスト（2010年代）
| 回  | 放送日   | タイトル                     | 出演者                                                        | 曲目 | ゲスト   |
| --- | -------- | ---------------------------- | ------------------------------------------------------------- | --- | -------- |
| 118 | 1月6日   | リクエストBEST               | 井上陽水 髙橋真梨子 財津和夫 中森明菜 カーペンターズ 矢沢永吉 | リバーサイドホテル ワインレッドの心 サボテンの花 I LOVE YOU 遙かなる影/(They Long To Be) Close To You Take It Time                                                                             |          |
| 119 | 1月13日  | NOKKO                        | NOKKO                                                         | 人魚 LONELY BUTTERFLY フレンズ SOMEDAY（佐野元春のカバー） |          |
| 120 | 1月20日  | 広瀬香美                     | 広瀬香美                                                      | 【ロマンスの神様・メドレー】 ゲレンデがとけるほど恋したい 愛があれば大丈夫 promise DEAR...again とろけるリズム                                                                                 |          |
| 121 | 1月27日  | マイケル・ジャクソン         | マイケル・ジャクソン                                          | The Way You Make Me Feel I Just Can’t Stop Loving You Black Or White Thriller Human Nature Ben Earth Song Billie Jean                                                                          |          |
| 122 | 2月3日   | 岡林信康                     | 岡林信康                                                      | 悲しき口笛 レクイエム-麦畑のひばり- 山谷ブルース | 山下洋輔 |
| 123 | 2月10日  | ASKA                         | ASKA                                                          | はじまりはいつも雨 LOVE SONG |          |
| 124 | 2月17日  | 一青窈                       | 一青窈                                                        | ハナミズキ うんと幸せ 冬めく |          |
| 125 | 2月24日  | クレイジーケンバンド         | クレイジーケンバンド                                          | 【CKBスペシャルメドレー】 Let's GO CKB GT タオル→音楽力 37℃ せぷてんばぁ。 肉体関係 あ、やるときゃやらなきゃダメなのよ。 混沌料理 香港グランプリ タイガー&ドラゴン 昼顔                        |          |
| 126 | 3月3日   | バービーボーイズ             | バービーボーイズ                                              | 泣いたままでlisten to me 女ぎつね on the Run 目を閉じておいでよ 暗闇でDANCE |          |
| 127 | 3月10日  | 矢沢永吉                     | 矢沢永吉                                                      | 時間よ止まれ コバルトの空 |          |
| 128 | 3月17日  | ポルノグラフィティ           | ポルノグラフィティ                                            | アゲハ蝶 アポロ ∠RECEIVER |          |
| 129 | 3月31日  | JULIE with THE WILD ONES     | JULIE with THE WILD ONES                                      | 渚でシャララ シーサイド・バウンド 落葉の物語 愛するアニタ 想い出の渚 涙がこぼれちゃう |          |
| 130 | 4月7日   | JULIE with THE WILD ONES     | JULIE with THE WILD ONES                                      | プロフィール 危険なふたり TOKIO FRIENDSHIP |          |
| 131 | 4月14日  | 岩崎宏美                     | 岩崎宏美                                                      | シンデレラ・ハネムーン ロマンス すみれ色の涙 万華鏡 聖母たちのララバイ 夢やぶれて(I Dreamed a Dream) 思秋期                                                                                    |          |
| 132 | 4月21日  | 徳永英明                     | 徳永英明                                                      | 赤いスイートピー（オリジナルは松田聖子） あの日にかえりたい（オリジナルは荒井由実） 駅（オリジナルは中森明菜） 時の流れに身をまかせ（オリジナルはテレサ・テン） 時代（オリジナルは中島みゆき） |          |
| 133 | 4月28日  | 鈴木雅之                     | 鈴木雅之                                                      | 【メドレー】 That Is Rock & Roll Zoom ランナウェイ Tシャツに口紅 キミの街にゆくよ | 桑野信義 |
| 134 | 5月5日   | 綾戸智恵                     | 綾戸智恵                                                      | Lover,Come Back To Me! Alright,Okay,You Win Swanee Tennessee Waltz My Way |          |
| 135 | 5月12日  | スガシカオ                   | スガシカオ                                                    | 月とナイフ 午後のパレード サヨナラホームラン |          |
| 136 | 5月19日  | 松田聖子                     | 松田聖子                                                      | いくつの夜明けを数えたら 風立ちぬ SWEET MEMORIES |          |
| 137 | 5月26日  | 松田聖子                     | 松田聖子                                                      | 【メドレー】 制服 夏の扉 天使のウインク 風に揺れながら |          |
| 138 | 6月2日   | 安全地帯                     | 安全地帯                                                      | 蒼いバラ 【メドレー】 碧い瞳のエリス 恋の予感 悲しみにさよなら 【メドレー】 じれったい Cherry 熱視線                                                                                           |          |
| 139 | 6月9日   | 安全地帯                     | 安全地帯                                                      | I Love Youからはじめよう 雨 【メドレー】 好きさ ワインレッドの心 オレンジ |          |
| 140 | 6月16日  | 高橋真梨子                   | 高橋真梨子                                                    | ルビーの指環 フレンズ 海色の風〜君住む場所へ〜 時間よ止まれ |          |
| 141 | 7月14日  | 久保田利伸                   | 久保田利伸                                                    | LOVE RAIN〜恋の雨〜 M☆A☆G☆I☆C Rock With You Nyte Flyte |          |
| 142 | 7月22日  | 久保田利伸                   | 久保田利伸                                                    | LA・LA・LA LOVE SONG 海へ来なさい Missing Tomorrow Waltz |          |
| 143 | 7月29日  | 平原綾香                     | 平原綾香                                                      | Sailing my life ノクターン JOYFUL, JOYFUL 威風堂々 |          |
| 144 | 8月4日   | TUBE                         | TUBE                                                          | シーズン・イン・ザ・サン 灼熱らぶ あー夏休み 夏を抱きしめて 湘南My Love 光と影 |          |
| 145 | 8月25日  | さだまさし                   | さだまさし                                                    | その橋をわたるとき 精霊流し 片恋 |          |
| 146 | 9月1日   | 心に響く歌2010               | 植村花菜 伊禮俊一 クミコ                                      | トイレの神様（植村花菜） 先生（伊禮俊一） INORI〜祈り〜（クミコ） |          |
| 147 | 9月8日   | 南佳孝                       | 南佳孝                                                        | スローなブギにしてくれ モンロー・ウォーク スタンダード・ナンバー 素顔のままで Midnight Love Call                                                                                               |          |
| 148 | 9月15日  | デイヴィッド・フォスター     | デイヴィッド・フォスター                                      | アフター・ザ・ラヴ・ハズ・ゴーン 素直になれなくて、抱いて…… アンフォゲッタブル オールウェイズ・ラヴ・ユー トゥ・ラヴ・ユー・モア ビコーズ・ユー・ラヴド・ミー                                  |          |
| 149 | 9月22日  | やもり（矢野顕子、森山良子） | やもり（矢野顕子、森山良子）                                  | さとうきび畑 ひとつだけ 旅の宿 温泉に行こう 風のブランコ |          |
| 150 | 9月29日  | 山口百恵                     | 山口百恵                                                      | ひと夏の経験 横須賀ストーリー イミテーションゴールド プレイバックPart2 |          |
| 151 | 10月6日  | 山口百恵                     | 山口百恵                                                      | いい日旅立ち しなやかに歌って 曼珠沙華 秋桜 さよならの向う側 |          |
| 152 | 10月13日 | 八神純子                     | 八神純子                                                      | 思い出は美しすぎて みずいろの雨、Mr.ブルー 〜私の地球〜 ポーラー・スター パープルタウン 〜You Oughta Know By Now〜 想い出のスクリーン                                                          |          |
| 153 | 10月20日 | 郷ひろみ                     | 郷ひろみ                                                      | 言えないよ よろしく哀愁 愛してる |          |
| 154 | 10月27日 | スピッツ                     | スピッツ                                                      | 空も飛べるはず ビギナー ロビンソン 恋する凡人 |          |
| 155 | 11月3日  | いきものがかり               | いきものがかり                                                | ブルーバード じょいふる SAKURA 帰りたくなったよ ありがとう |          |
| 156 | 11月10日 | オリビア・ニュートン＝ジョン | オリビア・ニュートン＝ジョン                                  | そよ風の誘惑 ザナドゥ フィジカル 愛の告白 |          |
| 157 | 11月17日 | 長渕剛Part1                  | 長渕剛                                                        | Success HOLD YOUR LAST CHANGE 激愛 |          |
| 158 | 11月24日 | 長渕剛Part2                  | 長渕剛                                                        | STAY DREAM TRY AGAIN |          |
| 159 | 12月1日  | くるり                       | くるり                                                        | 東京 Baby I Love You JUBILEE 魔法のじゅうたん |          |
| 160 | 12月8日  | 近藤真彦Part1                | 近藤真彦                                                      | スニーカーぶる〜す 【メドレー】 ハイティーン☆ブギ ケジメなさい ふられてBANZAI ブルージーンズ・メモリー 愚か者                                                                                  |          |
| 161 | 12月15日 | 近藤真彦Part2                | 近藤真彦                                                      | ミッドナイト・シャッフル 心 ざんばら ギンギラギンにさりげなく 恋 ざんばら |          |

| 回  | 放送日   | タイトル                                 | 出演者                                   | 曲目 | ゲスト |
| --- | -------- | ---------------------------------------- | ---------------------------------------- | --- | ------ |
| 162 | 1月5日   | SONGS リクエストBEST                     | 松田聖子 安全地帯 さだまさし 長渕剛      | 風立ちぬ 【メドレー】 碧い瞳のエリス 恋の予感 悲しみにさよなら 精霊流し HOLD YOUR LAST CHANCE                                                                                                |        |
| 163 | 1月12日  | イーグルス                               | イーグルス                               | テイク・イット・イージー ホテル・カリフォルニア ならず者 |        |
| 164 | 1月19日  | シャリース                               | シャリース                               | I Will Alweys Love You PYRAMID MY HEART WILL GO ON IN THIS SONG |        |
| 165 | 1月26日  | 佐野元春                                 | 佐野元春                                 | ヤングブラッズ ジュジュ 月と専制君主 SOMEDAY |        |
| 166 | 2月2日   | スターダスト・レビュー                   | スターダスト・レビュー                   | シュガーはお年頃 夢伝説 今夜だけきっと 愛の歌 上を向いて歩こう 木蘭の涙〜acoustic〜 |        |
| 167 | 2月9日   | ダリル・ホール&ジョン・オーツ            | ダリル・ホール&ジョン・オーツ            | ウェイト・フォー・ミー プライベート・アイズ リッチ・ガール 【メドレー】 キッス・オン・マイ・リスト アイ・キャント・ゴー・フォー・ザット マンイーター シーズ・ゴーン                          |        |
| 168 | 2月16日  | 美輪明宏                                 | 美輪明宏                                 | 水に流して 愛の賛歌 |        |
| 169 | 2月23日  | ゆず                                     | ゆず                                     | 虹 いつか 逢いたい Hey和 |        |
| 170 | 3月2日   | 来生たかお                               | 来生たかお                               | 夢の途中 【メドレー】 シルエット・ロマンス セカンド・ラブ マイ・ラグジュアリー・ナイト Goodbye Day 針の雨                                                                                    |        |
| 171 | 3月9日   | 薬師丸ひろ子                             | 薬師丸ひろ子                             | 【メドレー】 メイン・テーマ 探偵物語 あなたを・もっと・知りたくて セーラー服と機関銃 Woman "Wの悲劇"より 元気を出して 僕の宝物                                                               |        |
| 172 | 4月6日   | 歌にこめた祈り                           | 竹内まりや 山下達郎 森山直太朗 美輪明宏  | 人生の扉 希望という名の光 さくら(合唱) 花〜すべての人の心に花を〜 |        |
| 174 | 4月20日  | 松任谷由実                               | 松任谷由実                               | ダンスのように抱き寄せたい (みんなの)春よ、来い 守ってあげたい バトンリレー |        |
| 175 | 5月11日  | 徳永英明                                 | 徳永英明                                 | なごり雪 LOVE LOVE LOVE レイニー ブルー 翼をください 黄昏を止めて |        |
| 176 | 5月18日  | TOTO                                     | TOTO                                     | ロザーナ ホールド・ザ・ライン アイル・ビー・オーヴァー・ユー アフリカ |        |
| 177 | 5月25日  | DREAMS COME TRUE                         | DREAMS COME TRUE                         | 何度でも 空を読む ねぇ その先へfeat.FUZZY CONTROL TRUE, BABY TRUE. |        |
| 178 | 6月1日   | 谷村新司                                 | 谷村新司                                 | いい日旅立ち 昴 -すばる- スキタイの歌 |        |
| 179 | 6月8日   | 高橋真梨子                               | 高橋真梨子                               | Hold me,Rain〜雨に抱かれて for you... ありがとう |        |
| 180 | 6月15日  | 平井堅                                   | 平井堅                                   | いとしき日々よ 大きな古時計 夢のむこうで あなたと |        |
| 181 | 6月29日  | クイーン                                 | クイーン                                 | 手をとりあって ボヘミアン・ラプソディ アイ・ワズ・ボーン・トゥ・ラヴ・ユー 伝説のチャンピオン                                                                                                |        |
| 182 | 7月6日   | 今井美樹                                 | 今井美樹                                 | PIECE OF MY WISH 太陽のメロディー memories |        |
| 183 | 7月13日  | 長渕剛                                   | 長渕剛                                   | 乾杯 TRY AGAIN for JAPAN お家へ帰ろう |        |
| 184 | 7月27日  | クミコ                                   | クミコ                                   | わが麗しき恋物語 INORI〜祈り〜 最後の恋〜悲しみのソレアード〜 |        |
| 185 | 8月3日   | 杏里                                     | 杏里                                     | SUMMER CANDLES CAT'S EYE～BOOGIE WOOGIE MAINLAND～悲しみがとまらない I Will Be There with You ～ あふれる想い オリビアを聴きながら Someday Somehow                                           |        |
| 186 | 8月17日  | 桑田佳祐                                 | 桑田佳祐                                 | ハダカ DE 音頭 ～祭りだ!! Naked～ Let's try again ～kuwata keisuke ver.～ 明日へのマーチ |        |
| 187 | 8月31日  | シャリース with デイヴィッド・フォスター | シャリース with デイヴィッド・フォスター | トゥ・ラヴ・ユー・モア アイ・ハヴ・ナッシング アイ・ウィル・オールウェイズ・ラヴ・ユー 恋のサバイバル                                                                                        |        |
| 188 | 9月7日   | 夏川りみ × 玉城千春                      | 夏川りみ × 玉城千春                      | てぃんさぐぬ花 涙そうそう 未来へ ゆりかごのうた 朝日 |        |
| 189 | 9月14日  | Cocco                                    | Cocco                                    | 強く儚い者たち Raining 絹ずれ |        |
| 190 | 9月28日  | 柴咲コウ                                 | 柴咲コウ                                 | invitation 月のしずく かたち あるもの wish 無形スピリット |        |
| 191 | 10月5日  | エリック・クラプトン                     | エリック・クラプトン                     | いとしのレイラ サンシャイン・ラヴ ホワイル・マイ・ギター・ジェントリー・ウィープス アイ・ショット・ザ・シェリフ ティアーズ・イン・ヘヴン チェンジ・ザ・ワールド                              |        |
| 192 | 10月12日 | アンジェラ・アキ                         | アンジェラ・アキ                         | ふるさと〜HOME Honesty 津軽海峡・冬景色 始まりのバラード |        |
| 193 | 10月19日 | 美輪明宏                                 | 美輪明宏                                 | 枯葉 想い出のサントロぺ 愛しの銀巴里 ラ・ボエーム 愛する権利 |        |
| 194 | 10月26日 | スキマスイッチ                           | スキマスイッチ                           | 全力少年 ボクノート 石コロDays 晴ときどき曇 |        |
| 195 | 11月2日  | ザ・ビートルズ                           | ザ・ビートルズ                           | ロック・アンド・ロール・ミュージック 抱きしめたい 恋を抱きしめよう ヘイ・ジュード サムシング レット・イット・ビー 愛こそはすべて（オール・ユー・ニード・イズ・ラヴ）                         |        |
| 196 | 11月9日  | 鈴木雅之                                 | 鈴木雅之                                 | 熱き心に L-O-V-E ヘイヘイブギ ラヴ・イズ・オーヴァー 愛し君へ |        |
| 197 | 11月16日 | 安全地帯                                 | 安全地帯                                 | 田園 STEP! featuring The Quiett～李秀賢（イ・スヒョン）26年の生涯に捧ぐ～ 清く 正しく 美しく                                                                                                 |        |
| 198 | 11月23日 | 矢野顕子 × 上原ひろみ                    | 矢野顕子 × 上原ひろみ                    | ラーメン食べたい りんご祭り 月と太陽 |        |
| 199 | 11月30日 | JUJU                                     | JUJU                                     | 奇跡を望むなら... 守ってあげたい Lullaby Of Birdland また明日... |        |
| 200 | 12月7日  | 松田聖子                                 | 松田聖子                                 | 瑠璃色の地球 Sukiyaki 特別な恋人 あなたに逢いたくて〜Missing You〜 |        |
| 201 | 12月14日 | 福山雅治                                 | 福山雅治                                 | 家族になろうよ 道標 明日の⭐︎SHOW 少年 |        |
| 202 | 12月21日 | キャンディーズ                           | キャンディーズ                           | あなたに夢中 危い土曜日 年下の男の子 その気にさせないで ハートのエースが出てこない 春一番 哀愁のシンフォニー やさしい悪魔 暑中お見舞い申し上げます アン・ドゥ・トロワ わな 微笑がえし つばさ |        |

| 回  | 放送日   | タイトル                       | 出演者 | 曲目 | ゲスト |  |
| --- | -------- | ------------------------------ | --- | --- | --- |  |
| 203 | 1月11日  | ベストセレクション             | 松任谷由実 德永英明 松田聖子 薬師丸ひろ子 桑田佳祐 クイーン TOTO エリック・クラプトン シンディ・ローパー シャリース DREAMS COME TRUE スターダスト・レビュー 美輪明宏 鈴木雅之 矢野顕子 上原ひろみ 夏川りみ 谷村新司 長渕剛 | 守ってあげたい レイニーブルー 瑠璃色の地球 Woman "Wの悲劇"より ハダカ DE 音頭 〜祭りだ!! Naked〜 ウィ・ウィル・ロック・ユー - We Will Rock You アフリカ ティアーズ・イン・ヘヴン - Tears In Heaven タイム・アフター・タイム - Time After Time I WILL ALWAYS LOVE YOU 何度でも 愛の歌 愛しの銀巴里 ヘイヘイブギ ラーメンたべたい 涙そうそう 昴 TRY AGAIN for JAPAN | |  |
| 204 | 1月18日  | ザ・タイガースを歌う           | 沢田研二 | 僕のマリー モナリザの微笑 君だけに愛を 青い鳥 誓いの明日 | 【対談・スタジオライブ共演】 岸部一徳 森本太郎 瞳みのる |  |
| 205 | 1月25日  | 由紀さおり                     | 由紀さおり | マシュ・ケ・ナダ - Mas que nada 真夜中のボサ・ノバ パフ - Puff, the Magic Dragon ブルー・ライト・ヨコハマ 夜明けのスキャット （2011年12月13日・14日 / ニューヨーク タウン・ホールにて） | 【ゲストミュージシャン】 ピンク・マルティーニ |  |
| 206 | 2月1日   | 山本潤子                       | 山本潤子 | 冷たい雨 翼をください 海を見ていた午後 卒業写真 | 【インタビュー出演】 小田和正 財津和夫 |  |
| 207 | 2月8日   | 絶景! ラブソング・セレクション | 広瀬香美 德永英明 JUJU TUBE 杏里 | ゲレンデがとけるほど恋したい promise （2010年1月20日放送） レイニーブルー （2008年8月27日放送） 守ってあげたい （2011年11月30日放送） あー夏休み 湘南My Love （2010年8月4日放送） オリビアを聴きながら （2011年8月3日放送） | |  |
| 208 | 2月15日  | FUNKY MONKEY BABYS             | FUNKY MONKEY BABYS | ヒーロー あとひとつ この世界に生まれたわけ | |  |
| 209 | 2月22日  | 加藤登紀子                     | 加藤登紀子 | 百万本のバラ ひとり寝の子守唄 難破船 今どこにいますか | |  |
| 210 | 2月29日  | クレイジーケンバンド           | クレイジーケンバンド | あの時君は若かった～そんなこと言わないで -Kiss me Kiss me- GT いっぱい いっぱい | 【スペシャルゲスト】 堺正章 |  |
| 211 | 3月7日   | つんく♂                        | つんく♂ | シングルベッド（つんく♂） 【ドリームモーニング娘。スペシャルメドレー】 LOVEマシーン ハッピーサマーウェディング 恋愛レボリューション21 シャイニング バタフライ（ドリームモーニング娘。） ひとりぼっちのハブラシ（つんく♂） | 【ゲスト歌唱】 ドリームモーニング娘。（スペシャルメドレー、シャイニング バタフライ） |  |
| 212 | 3月14日  | AI                             | AI | Story 【マイケル・ジャクソン スペシャル・メドレー】 I Want You Back Billie Jean Man In The Mirror ハピネス | |  |
| SP  | 3月27日  | 松任谷由実〜2012春スペシャル〜 | 松任谷由実 | (みんなの)春よ、来い 聖歌 いざやともに （立教女学院 聖マーガレット礼拝堂で収録） 翳りゆく部屋 （立教女学院 聖マーガレット礼拝堂で収録） ベルベット・イースター （立教女学院 面談室で収録） 恋をリリース | 貫地谷しほり 【ナレーション】 守本奈実アナウンサー 【合唱】 杉並児童合唱団（春よ、来い） 立教女学院高等学校聖歌隊（聖歌 いざやともに）                                                   |  |
| 213 | 3月28日  | 福山雅治                       | 福山雅治 | 家族になろうよ 桜坂 生きてる生きてく | |  |
| 214 | 4月7日   | ホイットニー・ヒューストン     | ホイットニー・ヒューストン | ホーム - Home （ミュージカル『The Wiz』より） オール・アット・ワンス - All At Once そよ風の贈りもの - You Give Good Love すべてをあなたに - Saving All My Love For You 恋は手さぐり - How will I know グレイテスト・ラヴ・オブ・オール - Greatest Love Of All すてきなエモーション - So Emotional ブロークン・ハーツ - Where Do Broken Hearts Go すてきなSomebody - I Wanna Dance With Somebody (Who's Loves Me) 恋のアドバイス - Didn't We Almost Have It All オールウェイズ・ラヴ・ユー - I Will Always Love You 夢をとりもどすまで - I Did'nt Know My Own Strength                                                                          | |  |
| 215 | 4月14日  | 絢香                           | 絢香 | みんな空の下 はじまりのとき Hello The beginning | |  |
| 216 | 4月21日  | 一青窈                         | 一青窈 | 他人の関係 喝采 天使の誘惑 もらい泣き | 武部聡志 【ゲストミュージシャン】 藤原道山（尺八奏者） |  |
| 217 | 4月28日  | 尾崎豊                         | 尾崎豊 | 15の夜 卒業 太陽の破片 誕生 I LOVE YOU | 【詩・日記の朗読】 成宮寛貴 【ナレーション】 守本奈実アナウンサー |  |
| 218 | 5月12日  | 長谷川きよし                   | 長谷川きよし | 別れのサンバ 愛の賛歌 黒の舟唄 Over the rainbow | |  |
| 219 | 5月19日  | 森山直太朗                     | 森山直太朗 | さくら (独唱) アンシャン・レジーム 森山直太朗 御徒町凧 フォークは僕に優しく語りかけてくれる友達 | 【「アンシャン・レジーム」共同作業者】 御徒町凧 成城学園高等学校3年生24名 |  |
| 220 | 5月26日  | 松下奈緒                       | 松下奈緒 | ありがとう GRACE 〜princess rose〜 青空 | |  |
| 221 | 6月2日   | 德永英明                       | 德永英明 | 夢は夜ひらく 人形の家 虹色の湖 壊れかけのRadio | |  |
| 222 | 6月10日  | 井上陽水                       | 井上陽水 | 傘がない （SONGS「第112回 井上陽水 第一夜」より） 氷の世界 （SONGS「第112回 井上陽水 第一夜」より） リバーサイドホテル （SONGS「第113回 井上陽水 第二夜」より） 新しいラプソディー （SONGS「第115回 井上陽水 第四夜」より」 コーヒー・ルンバ （「井上陽水 ハロー、グッパイ」より） 飾りじゃないのよ涙は （「ミュージックカクテル 井上陽水 Part 3」より） 少年時代 （SONGS「第115回 井上陽水 第四夜」より） Hello, Goodbye （井上陽水 LIVE 2012 Hello, Goodbye （2012年5月24日・大阪城ホール）より） 夏まつり （井上陽水 LIVE 2012 Hello, Goodbye （2012年5月24日・大阪城ホール）より） 最後のニュース （SONGS「第114回 井上陽水 第三夜」より） | |  |
| 223 | 6月16日  | ビーチ・ボーイズ               | ビーチ・ボーイズ | アイ・ゲット・アラウンド - I Get Around サーフィン - Surfin サーフィン・U.S.A. - Surfin' USA リトル・ホンダ - Little Honda サーファー・ガール - Surfer Girl 素敵じゃないか - Wouldn't It Be Nice グッド・ヴァイブレーション - Good Vibrations ティル・アイ・ダイ - Til I Die 神のみぞ知る - God Only Knows ダーリン - Darlin ココモ - Kokomo カリフォルニア・ガールズ - California Girls ゴッド・メイド・ザ・ラジオ〜神の創りしラジオ〜 - That's Why God Made the Radio | |  |
| 224 | 6月23日  | aiko                           | aiko | 花火 ホーム くちびる | |  |
| 225 | 6月30日  | 稲垣潤一                       | 稲垣潤一 | 夏のクラクション 夜のストレンジャー 恋はリズムにのせて Tea For Two / Misty 〜J・I VERSION | 【歌唱ゲスト】 荻野目洋子 （「恋はリズムにのせて」を稲垣と共に歌唱） |  |
| 226 | 7月14日  | 斉藤和義                       | 斉藤和義 | やさしくなりたい 歌うたいのバラッド 月光 | |  |
| 227 | 7月21日  | いきものがかり                 | いきものがかり | いつだって僕らは 風が吹いている | 【対談】 吉川美香 （ロンドン五輪 陸上女子1万m日本代表） with 吉岡聖恵 |  |
| 228 | 8月18日  | トータス松本                   | トータス松本 | STARS ワンダフル・ワールド Twistin' the Night Away 笑ってみ | 【歌唱ゲスト】 Superfly （「STARS」をトータス松本と共に歌唱） 慶應義塾大学 アカペラシンガーズ K.O.E. 上智大学 SAfro Family （「ワンダフル・ワールド｣をトータス松本と共にアカペラで歌唱） |  |
| 229 | 8月25日  | さだまさし                     | さだまさし | 19才 かすてぃら 前夜（桃花鳥） | |  |
| 230 | 9月1日   | さだまさし                     | さだまさし | 修二会 まほろば SMILE AGAIN あなたへ いのちの理由 | |  |
| 231 | 9月8日   | ノラ・ジョーンズ               | ノラ・ジョーンズ | ドント・ノウ・ホワイ - Don't Know Why テネシーワルツ - The Tennessee Waltz クリーピン・イン - Creepin' In シンキン・スーン - Sinkin' Soon ハッピー・ピルズ - Happy Pills カム・アウェイ・ウィズ・ミー - Come Away with Me | |  |
| 232 | 9月15日  | 髙橋真梨子                     | 髙橋真梨子 | Superstar Bēsame mucho イマジン - Imagine | |  |
| 233 | 9月22日  | Superfly                       | Superfly | Alright!! ハロー・ハロー 輝く月のように Force | |  |
| 234 | 10月6日  | 舘ひろし                       | 舘ひろし | 嵐を呼ぶ男 銀座の恋の物語 二人の世界 わが人生に悔いなし | 【ロケゲスト】 石原まき子 (石原裕次郎の妻) |  |
| 235 | 10月13日 | プリンセス プリンセス          | プリンセス プリンセス | Diamonds M ジュリアン | |  |
| 236 | 10月20日 | 工藤静香                       | 工藤静香 | 抱いてくれたらいいのに 慟哭 黄砂に吹かれて キミがくれたもの | 【スタジオライブ共演】 押尾コータロー（ギタリスト） （「黄砂に吹かれて」） |  |
| 237 | 10月27日 | 小泉今日子                     | 小泉今日子 | 【メドレー】 The Stardust Memory ヤマトナデシコ七変化 素敵なラブリーボーイ 半分少女 私の16才 艶姿ナミダ娘 渚のはいから人魚 100% | |  |
| 238 | 11月3日  | 雪村いづみ                     | 雪村いづみ | 青いカナリヤ スワニー トーキョー・シック ケ・セラ・セラ | 【VTR出演】 佐野元春 （新曲「トーキョー・シック」を提供） |  |
| 239 | 11月10日 | YUI                            | YUI | CHE.R.RY TOKYO fight | |  |
| 240 | 11月17日 | 槇原敬之                       | 槇原敬之 | もう恋なんてしない どんなときも。キャラメルVer. 四つ葉のクローバー | |  |
| 241 | 12月1日  | イル・ディーヴォ               | イル・ディーヴォ | Time To Say Goodbye - Com Te Partirō My Heart Will Go On - Il Mio Cuore Va. 故郷 Don't Cry For Me Argentina （アルゼンチンよ、泣かないで） | 【合唱】 箱根の森小学校 53名 （「故郷」でイル・ディーヴォと共演） |  |
| 242 | 12月15日 | Mr.Children                    | Mr.Children | Marshmallow day 花 -Mémento-Mori- 常套句 hypnosis | 【インタビュー】 有働由美子アナウンサー |  |
| 243 | 12月22日 | 小椋佳 第一夜                  | 小椋佳 | 流れるなら あなたに逢えて 愛燦燦 | 【トークゲスト】 吉永小百合 |  |

| 回  | 放送日   | タイトル                  | 出演者 | 曲目 | ゲスト |
| --- | -------- | ------------------------- | --- | --- | --- |
| 244 | 1月12日  | 小椋佳 第二夜             | 小椋佳 | シクラメンのかほり さらば青春 めまい 歓送の歌 | |
| 245 | 1月19日  | ベストセレクション        | いきものがかり Mr.Children 斉藤和義 桑田佳祐 AI 絢香 Superfly & トータス松本 福山雅治 FUNKY MONKEY BABYS プリンセス プリンセス 槇原敬之 長谷川きよし YUI 森山直太朗 IL DIVO 舘ひろし 由紀さおり & ピンク・マルティーニ 德永英明 一青窈 雪村いづみ 山本潤子 松任谷由実 | 風が吹いている 常套句 やさしくなりたい 悲しい気持ち (JUST A MAN IN LOVE) ハピネス みんな空の下 STARS 桜坂 ヒーロー Diamonds どんなときも。 別れのサンバ TOKYO さくら 故郷 嵐を呼ぶ男 夜明けのスキャット 人形の家 喝采 青いカナリヤ 翼をください (みんなの)春よ、来い | |
| 246 | 1月26日  | 2013注目!アーティスト特集 | 星野源 高橋優 大橋トリオ | 知らない ボーリング Bing Bang | |
| 247 | 2月2日   | 中島美嘉                  | 中島美嘉 | STARS 雪の華 初恋 | |
| 248 | 2月9日   | サラ・ブライトマン        | サラ・ブライトマン | Time To Say Goodbye Running One Day Like This | |
| 249 | 2月16日  | MONGOL800                 | MONGOL800 | 小さな恋のうた 琉球愛歌 Love song | |
| 250 | 2月23日  | サンタナ                  | サンタナ | SOUL SACRIFICE - ソウル・サクリファイス BLACK MAGIC WOMAN - ブラック・マジック・ウーマン SMOOTH - スムーズ EUROPA - 哀愁のヨーロッパ （ほか 「JINGO」 「OYE COMO VA」など） | |
| 251 | 3月2日   | 安全地帯                  | 安全地帯 | メロディー 田園 悲しみにさよなら 純情 根尻七五三アワー The Saltmoderate Showのテーマ～愛を鳴らせ | |
| 252 | 3月9日   | 辻井伸行                  | 辻井伸行 | 花は咲く （作詞：岩井俊二、作曲：菅野よう子） 川のささやき （作曲：辻井伸行） それでも、生きてゆく （作詞：EXILE ATSUSHI、作曲：辻井伸行） | 【スペシャルゲスト】 EXILE ATSUSHI （「それでも、生きてゆく」を辻井伸行のピアノ演奏で歌唱）                                                |
| 253 | 3月16日  | イルカ                    | イルカ | なごり雪 海岸通 まあるいいのち | 【合唱】 杉並児童合唱団 |
| 254 | 4月6日   | 「時代」                  | 中島みゆき | 時代 - 宮崎市立小松台小学校 合唱部 （宮崎県西都市 収録） 時代 - 中島みゆき 「コッキーポップTV」より 時代 - 一青窈 「震災から1年"明日へ"コンサート」より 時代 - 岩手不来方高等学校 音楽部 「祈りの灯火2013～心ひとつに」 （盛岡城跡公園 収録） 時代 - 八神純子 「川崎教育文化会館 コンサート」より 時代 - 中島みゆき 「中島みゆき TOUR 2013」より | 【ナレーション】 中島みゆき 薬師丸ひろ子 【「時代」歌唱】 宮崎市立小松台小学校 合唱部 中島みゆき 一青窈 岩手不来方高等学校 音楽部 八神純子 |
| 255 | 4月13日  | エルヴィス・プレスリー    | エルヴィス・プレスリー | シー・シー・ライダー - CC Rider ハートブレイク・ホテル - Heartbreak Hotel ラヴ・ミー・テンダー - Love Me Tender この胸のときめきを - You Don't Have to Say You Love Me 好きにならずにいられない - Can't Help Falling In Love | |
| 256 | 4月20日  | 華原朋美                  | 華原朋美 | I'm proud 夢やぶれて -I DREAMED A DREAM- | |
| 257 | 4月27日  | サカナクション            | サカナクション | アイデンティティ ミュージック Aoi | |
| 258 | 5月4日   | ウィーン少年合唱団        | ウィーン少年合唱団 | 美しく青きドナウ ふるさと 花は咲く | |
| 259 | 5月11日  | ASKA                      | ASKA | LOVE SONG 木綿のハンカチーフ | 【対談】 栄花直輝 （剣士。七段。第12回世界剣道選手権大会 団体優勝。）                                                                      |
| 260 | 5月18日  | 堂本剛                    | 堂本剛 | はじまりはいつも雨 （ASKA） 街 縁を結いて | |
| 261 | 5月24日  | Dragon Ash                | Dragon Ash | Viva la revolution Life goes on Here I am | 【VTR出演】 松田龍平 新井浩文 |
| 262 | 6月1日   | 松田聖子                  | 松田聖子 | 夏の扉 LuLu!! 白い月 SWEET MEMORIES | |
| 263 | 6月8日   | 究極! ラブソング特集      | 米米CLUB 久保田利伸 髙橋真梨子 一青窈 イル・ディーヴォ プリンセス プリンセス 藤井フミヤ シャリース 長渕剛 桑田佳祐 福山雅治 DREAMS COME TRUE Kiroro ゆず いきものがかり 松任谷由実 槇原敬之 美輪明宏                                                                  | 君がいるだけで LA・LA・LA LOVE SONG for you… ハナミズキ My Heart Will Go On 〜Il Mio Cuore Va.〜 Diamonds TRUE LOVE I Will Always Love You 乾杯 幸せのラストダンス 家族になろうよ 未来予想図II 〜VERSION '07〜 未来へ 栄光の架橋 ありがとう 守ってあげたい 世界に一つだけの花 愛の讃歌 HYMNE Ā L'AMOUR | |
| 264 | 6月15日  | テレサ・テン              | テレサ・テン | 空港 つぐない 愛人 時の流れに身をまかせ 何日君再来 夜来香 | |
| 265 | 6月22日  | 八神純子                  | 八神純子 | みずいろの雨 パープルタウン 〜You Oughta Know By Now〜 約束 | |
| 266 | 6月29日  | 髙橋真梨子                | 髙橋真梨子 | ジョニィへの伝言 桃色吐息 出逢いに帰らせて | |
| 267 | 7月20日  | 山崎まさよし              | 山崎まさよし | セロリ 星空ギター 僕はここにいる アルタイルの涙 | |
| 268 | 7月27日  | 德永英明                  | 德永英明 | レイニーブルー 壊れかけのRadio STATEMENT | |
| 269 | 8月3日   | シャ乱Q                   | シャ乱Q | ズルい女 上・京・物・語 いいわけ シングルベッド | |
| 270 | 8月31日  | ベンチャーズ              | ベンチャーズ | ダイアモンド・ヘッド パイプライン 10番街の殺人 ルージュの伝言 | (VTR出演) Char |
| 271 | 9月14日  | 泉谷しげる                | 泉谷しげる | 春夏秋冬 黒の舟唄 （共演：大竹しのぶ） 見上げてごらん夜の星を （共演：夏川りみ） | 【共演】 大竹しのぶ 夏川りみ |
| 272 | 9月21日  | 美輪明宏                  | 美輪明宏 | 悪魔 亡霊達の行進 人生の大根役者 金色の星 | 【対談】 これから社会に出る200人の若者達                                                                                                   |
| 273 | 9月28日  | 西野カナ                  | 西野カナ | 遠くても feat.WISE たとえ どんなに… 会いたくて 会いたくて 君って | |
| 274 | 10月5日  | アリス                    | アリス | チャンピオン 遠くで汽笛を聞きながら ユズリハ | |
| 275 | 10月12日 | 五輪真弓                  | 五輪真弓 | 恋人よ 時の流れに〜鳥になれ〜 BORN AGAIN | |
| 276 | 10月19日 | THE BOOM                  | THE BOOM | 風になりたい 島唄 (島唄20周年記念シングル) 世界でいちばん美しい島 | |
| 277 | 10月26日 | 今井美樹                  | 今井美樹 | 中央フリーウェイ 青春のリグレット 卒業写真 | |
| 278 | 11月2日  | 秦基博                    | 秦基博 | 鱗 (うろこ) アイ Girl | |
| 279 | 11月9日  | ポール・マッカートニー    | ポール・マッカートニー | 007/死ぬのは奴らだ - Live and Let Die （2013年 ラスベガスで行われたラジオフェスティバルでのライブ映像より） マジカル・ミステリー・ツアー - Magical Mystery Tour （2013年 ラスベガスで行われたライブ映像より) イエスタデイ - Yesterday (1973年に米国・英国で放送された「James Paul McCartney Show」からの映像） アイム・ダウン - I'm Down バンド・オン・ザ・ラン - Band on the Run マイ・ラヴ - My Love （ポールが妻・リンダに捧げた曲） NEW （2013年 ラスベガスで行われたライブ映像より） | |
| 280 | 11月16日 | ちあきなおみ              | ちあきなおみ | 四つのお願い 喝采 矢切りの渡し 霧笛 港が見える丘 星影の小径 紅とんぼ 黄昏のビギン 冬隣 | 【VTR出演】 船村徹（作曲家） 東元晃（レコード・プロデューサー）                                                                            |
| SP  | 11月22日 | 生きるよろこび 歌にこめて | 松任谷由実 | Babies are popstars ひこうき雲 シャンソン | |
| 281 | 11月30日 | ポルノグラフィティ        | ポルノグラフィティ | サウダージ ハネウマライダー ひとひら | |
| 282 | 12月7日  | 薬師丸ひろ子              | 薬師丸ひろ子 | セーラー服と機関銃〜ノスタルジア・バージョン〜 黄昏のビギン 秋の子 夢で逢えたら | |
| 283 | 12月14日 | KinKi Kids                | KinKi Kids | 【SONGSスペシャルメドレー】 硝子の少年 愛されるより 愛したい ボクの背中には羽根がある 好きになってく 愛してく まだ涙にならない悲しみが | |
| 284 | 12月21日 | コブクロ                  | コブクロ | 今、咲き誇る花たちよ 轍-わだち- モノクローム | |

| 回  | 放送日   | タイトル                                   | 出演者 | 曲目 | ゲスト |  |
| --- | -------- | ------------------------------------------ | --- | --- | --- |  |
| 285 | 1月11日  | ベストセレクション                         | 松田聖子 泉谷しげる×大竹しのぶ サカナクション 美輪明宏 華原朋美 八神純子 シャ乱Q 今井美樹 五輪真弓 玉置浩二 THE BOOM 髙橋真梨子 ポール・マッカートニー ベンチャーズ ウィーン少年合唱団 サラ・ブライトマン イルカ アリス 松任谷由実 | 夏の扉 黒の舟唄 ミュージック 悪魔 I'm proud パープルタウン ズルい女 卒業写真 時の流れに〜鳥になれ〜 田園 風になりたい 別れの朝 Magical Mystery Tour ダイヤモンド・ヘッド 花は咲く Time To Say Goodbye なごり雪 遠くで汽笛を聞きながら ひこうき雲 | |  |
| 286 | 1月18日  | (ひめ風) 南こうせつ 伊勢正三               | (ひめ風) 南こうせつ 伊勢正三 | 神田川 好きだった人 22才の別れ ささやかなこの人生 | |  |
| 287 | 1月25日  | エレファントカシマシ                       | エレファントカシマシ | 悲しみの果て 今宵の月のように あなたへ 俺たちの明日 | |  |
| 288 | 2月1日   | 浜田麻里                                   | 浜田麻里 | Heart and Soul BLUE REVOLUTION Return to Myself 〜しない、しない、ナツ。 Stay Gold | |  |
| 289 | 3月1日   | ゆず                                       | ゆず | 雨のち晴レルヤ 友 〜旅立ちの時〜 ヒカレ | 【連続テレビ小説「ごちそうさん」主演】 杏                                                                         |  |
| 290 | 3月8日   | EXILE ATSUSHI                              | EXILE ATSUSHI | 愛燦燦 道しるべ MELROSE 〜愛さない約束〜 | |  |
| 291 | 3月15日  | 玉置浩二                                   | 玉置浩二 | 【スペシャルライブ（宮城県石巻市）】 じれったい I Love Youからはじめよう 清く 正しく 美しく 田園 【スタジオライブ】 いつの日も | |  |
| 292 | 3月22日  | 矢野顕子                                   | 矢野顕子 | 在広東少年 ふなまち唄PartI 飛ばしていくよ | 【共演】 山上進（「ふなまち唄PartI」のみ）                                                                        |  |
| 293 | 4月5日   | 理想への挑戦者                             | 福山雅治 | HUMAN 恋の魔力 クスノキ | |  |
| 294 | 4月12日  | 花の京都 芸の心に触れる                    | 石川さゆり | 暗夜の心中立て 名うての泥棒猫 | 【スタジオライブ共演・旅共演】 椎名林檎                                                                           |  |
| 295 | 4月19日  | シークレットの幕が開く                     | ゴールデンボンバー | Dance My Generation 抱きしめてシュヴァルツ(for Germany) 101回目の呪い また君に番号を聞けなかった 女々しくて もうバンドマンに恋なんてしない | |  |
| 296 | 4月26日  | 40年目の誓い                               | 甲斐バンド | HERO（ヒーローになる時、それは今） 裏切りの街角 破れたハートを売り物に 安奈-2012- | |  |
| 297 | 5月10日  | ふるさと長崎で原点を見つめて               | 原田知世 | 時をかける少女 ロマンス ダンデライオン〜遅咲きのたんぽぽ うたかたの恋 | |  |
| 298 | 5月17日  | あたらしい私を探して                       | 菊池桃子 | | 青春のいじわる 【スペシャルメドレー） もう逢えないかもしれない 雪にかいたLOVE LETTER 卒業 Say Yes! 青春ラブレター |  |
| 299 | 5月24日  | 復活だぜ!! 4人の決意                       | ウルフルズ | ええねん バンザイ 〜好きでよかった〜 ガッツだぜ!! ヒーロー | |  |
| 300 | 5月31日  | デビュー35周年スペシャルヒットメドレー     | 松田聖子 | 【デビュー35周年スペシャルヒットメドレー】 チェリーブラッサム 渚のバルコニー 風立ちぬ 秘密の花園 天使のウィンク SWEET MEMORIES あなたに逢いたくて〜Missing You〜 セイシェルの夕陽 瑠璃色の地球 大切なあなた 素敵にOnce Again I Love You!! 〜あなたの微笑みに〜 | |  |
| 301 | 6月7日   | 桜井和寿 & GAKU-MC サッカーと音楽 つなぐ絆 | (ウカスカジー) 桜井和寿 GAKU-MC | 勝利の笑みを 君と michi 春の歌 | 【VTRゲスト】 長谷部誠 名波浩                                                                                     |  |
| 302 | 6月21日  | わたしの東京物語                           | aiko | ボーイフレンド 初恋 Loveletter 明日の歌 | |  |
| 303 | 6月28日  | "花子とアン"との出会い                     | 絢香 | みんな空の下 にじいろ 手紙 〜拝啓 十五の君へ〜 | 【トークゲスト】 吉高由里子（連続テレビ小説「花子とアン」主演）                                                   |  |
| 304 | 7月12日  | スペシャルライブ・ 歌よ、残れ!             | 長渕剛 | とんぼ 順子 逆流 Myself | 【トークセッション進行】 冨永愛 【トークセッション & スタジオライブ参加】 300人のファン                           |  |
| 305 | 7月19日  | ファンと綴るプレミアムライブ               | 髙橋真梨子 | 五番街のマリーへ はがゆい唇 ごめんね… 遥かな人へ 愛のAxel | 【ライブ参加】 150人のファン                                                                                      |  |
| 306 | 7月26日  | 世界を踊らせた4人                          | アバ | ダンシング・クイーン SOS サンキュー・フォー・ザ・ミュージック | |  |
| 307 | 8月2日   | デビュー40年のふれあい                     | 中村雅俊 | 恋人も濡れる街角 俺たちの旅 ふれあい （母校の慶応義塾大学・三田キャンパスの南校舎ホールにて大学時代の仲間 35人と共に） 君がいてくれたから | 【「ふれあい」コーラス参加】 慶應義塾大学 卒業生                                                                  |  |
| 308 | 8月23日  | デビュー25周年SP                           | DREAMS COME TRUE | 笑顔の行方 （1990年12月31日放送・第41回紅白歌合戦より） Eyes to me （1991年12月31日放送・第42回紅白歌合戦より） 晴れたらいいね （1992年12月31日放送・第43回紅白歌合戦「晴れたらいいね～紅白バージョン～」より） go for it! （1993年12月31日放送・第44回紅白歌合戦より） LOVE LOVE LOVE （1995年12月31日放送・第46回紅白歌合戦「LOVE LOVE LOVE～紅白バージョン～」より） 何度でも （2006年12月31日放送・第57回紅白歌合戦「何度でも LOVE LOVE LOVE 2006」より） その先へ feat.FUZZY CONTROL （2011年5月25日放送・SONGSより） さぁ鐘を鳴らせ （2013年12月31日放送・第64回紅白歌合戦より） 何度でも （未公開映像：第64回紅白歌合戦 放送終了後のアンコールより） | 【対談】 EXILE HIRO（with 中村正人）                                                                              |  |
| 309 | 8月30日  | 美輪明宏が歌う"花子とアン"の世界           | 美輪明宏 | ゴンドラの唄 宵待草 愛の讃歌 | |  |
| 310 | 9月6日   | 世代をこえる歌たち                         | 森山直太朗 吉田山田 | 日々（吉田山田） 若者たち（森山直太朗） | |  |
| 311 | 9月13日  | 少女から母へ BestFriendの20年              | Kiroro | 長い間 未来へ Best Friend | |  |
| 312 | 9月20日  | YUKI FLY STATION 91.7                      | YUKI | JOY STARMANN プリズム 誰でもロンリー | |  |
| 313 | 9月27日  | 日本の心を歌いたい                         | クリス・ハート | 未来へ home 糸 | |  |
| 314 | 10月4日  | 大人に響くアニメーションの歌               | 秦基博 May J. 手嶌葵 | Let It Go 〜ありのままで〜 （アニメ映画「アナと雪の女王」日本語版主題歌、May J.） ひまわりの約束 （アニメ映画「STAND BY ME ドラえもん」主題歌、秦基博） 春のさけび （TVアニメ「山賊の娘ローニャ」主題歌、手嶌葵） | |  |
| 315 | 10月11日 | 世界の終わりで見つけた僕らの居場所         | SEKAI NO OWARI | スターライトパレード RPG Dragon Night | |  |
| 316 | 10月18日 | 海と音楽 77歳の"MYWAY"                     | 加山雄三 | 【エレキメドレー】 蒼い星くず 夜空の星 夜空を仰いで 海 その愛 MY WAY | 【スタジオ共演】 miwa                                                                                             |  |
| 317 | 10月25日 | 4人の絆が生んだ 天国への階段               | レッド・ツェッペリン | 移民の歌 胸いっぱいの愛を 天国への階段 - Stairway to Heaven | |  |
| 318 | 11月1日  | テーマ曲の世界                             | 中島みゆき | 空と君のあいだに 恩知らず 世情 地上の星 | |  |
| 319 | 11月8日  | どうなる? 東京五輪                         | 椎名林檎 | カーネーション NIPPON 走れゎナンバー | 【トークゲスト】 野田秀樹 蜷川実花                                                                                |  |
| 320 | 11月15日 | 歌姫伝説                                   | 中森明菜 | スローモーション 少女A セカンド・ラブ 1/2の神話 北ウイング 十戒 飾りじゃないのよ 涙は ミ・アモーレ DESIRE -情熱- 難破船 I LOVE YOU | |  |
| 321 | 11月29日 | 心を打つ歌、そして言葉                     | Mr.Children | 名もなき詩 口笛 足音 〜Be Strong Melody 放たれる | |  |
| 322 | 11月30日 | 世界が恋するシンガーソングライター         | テイラー・スウィフト | Shake It Off We Are Never Ever Getting Back Together Blank Space | 【対談】 仲里依紗                                                                                                 |  |
| 323 | 12月6日  | アジアへの挑戦                             | 福山雅治 | vs.2013 〜知的と快楽の螺旋〜 HUMAN クスノキ 恋人 破曉 | |  |
| 324 | 12月13日 | 木村カエラ                                 | 木村カエラ | リルラ リルハ Butterfly TODAY IS A NEW DAY | |  |

| 回  | 放送日   | タイトル                                             | 出演者 | 曲目 | ゲスト |
| --- | -------- | ---------------------------------------------------- | --- | --- | --- |
| 325 | 1月10日  | 新年スペシャルライブ                                 | いきものがかり | GOLDEN GIRL YELL ありがとう 気まぐれロマンティック | 【メッセージゲスト】 松下奈緒 武井壮 百田夏菜子(ももいろクローバーZ) |
| 326 | 1月24日  | ALL TIME VOCALIST BEST                               | 德永英明 | 【視聴者リクエスト ベスト10】 01位 雪の華（中島美嘉） 02位 時代（中島みゆき） 03位 さよならの向う側（山口百恵） 04位 翼をください（赤い鳥 (フォークグループ)） 05位 駅（竹内まりや） 06位 卒業写真（荒井由実） 07位 やさしいキスをして（DREAMS COME TRUE） 08位 やさしい悪魔（キャンディーズ） 09位 ハナミズキ（一青窈） 10位 恋におちて -Fall in love-（小林明子） | |
| 328 | 2月7日   | 頂点への軌跡                                         | 三代目J Soul Brothers | 花火 R.Y.U.S.E.I. Eeny,meeny,miny,moe! | |
| 329 | 2月14日  | 世界が共鳴するオオカミバンド                         | MAN WITH A MISSION | database FLY AGAIN Emotions Seven Deadly Sins | 【スタジオゲスト】 川平慈英 |
| 330 | 2月21日  | わたしに翼をくれた中島みゆきの歌                     | 工藤静香 | 【工藤静香×中島みゆき スペシャルメドレー】 MUGO・ん…色っぽい FU-JI-TSU 黄砂に吹かれて 慟哭 単・純・愛 vs 本当の嘘 | |
| 327 | 2月28日  | 愛に生きる女優人生                                   | 大竹しのぶ | 黄昏のビギン(水原弘) 死んだ男の残したものは(友竹正則) 愛の讃歌 | 【対談】 有働由美子アナウンサー 【共演】 山崎まさよし 長谷川きよし |
| 331 | 3月7日   | 坂上忍 極私的ボウイ論                                | デヴィッド・ボウイ | スペイス・オディティ チェンジズ ライフ・オン・マーズ? ジギー・スターダスト サフラジェット・シティ ジーン・ジニー ヒーローズ ボーイズ・キープ・スウィンギング アッシュ・トゥ・アッシュズ レッツ・ダンス チャイナ・ガール モダン・ラヴ ブルー・ジーン ザ・スターズ | 【語り】 坂上忍 |
| 332 | 3月14日  | 卒業ソングSP                                         | 森山直太朗 アンジェラ・アキ 松任谷由実 | さくら (合唱) 2008年2月13日放送分（第37回）より 手紙 〜拝啓 十五の君へ〜 卒業 2009年2月25日放送分（第80回）より 卒業写真 2009年4月8日放送分（第85回）より | 【合唱】 宮城県第三女子高等学校 音楽部（「さくら（合唱）」） NHK東京児童合唱団ユースシンガーズ（「手紙 〜拝啓 十五の君へ〜 卒業」） 長野県立科中学校3年生（2008年度）（「卒業写真」） 【伴奏】 宮城県第三女子高等学校 音楽部（「さくら（合唱）」） 【指揮】 桑折欣三（「さくら（合唱）」） |
| 333 | 3月28日  | オールタイムリクエスト もう1度見たいあのアーティスト | 矢沢永吉 & 布袋寅泰 松田聖子 中森明菜 薬師丸ひろ子 福山雅治 プリンセス プリンセス Mr.Children YUKI 長渕剛 佐野元春 坂本龍一 沢田研二 椎名林檎 井上陽水 石川セリ 德永英明 浜田麻里 TUBE 広瀬香美 チューリップ DREAMS COME TRUE 槇原敬之 松任谷由実 May J. 忌野清志郎 テイラー・スウィフト THE BOOM 安全地帯 久保田利伸 髙橋真梨子 寺尾聰 あみん NOKKO 泉谷しげる 今井美樹 美輪明宏 竹内まりや | もうひとりの俺 チェリーブラッサム 悪女 Woman "Wの悲劇"より 想 -new love new world- Diamonds 足音 〜Be Strong プリズム とんぼ SOMEDAY Merry Christmas Mr.Lawrence 君だけに愛を 罪と罰 氷の世界 ダンスはうまく踊れない レイニーブルー Stay Gold シーズン・イン・ザ・サン ゲレンデがとけるほど恋したい 青春の影 何度でも/LOVE LOVE LOVE 世界に一つだけの花 守ってあげたい Let It Go〜ありのままで〜 雨あがりの夜空に Shake if Off 風になりたい ワインレッドの心 LA・LA・LA LOVE SONG for you… ルビーの指環 待つわ'07 フレンズ 春夏秋冬 PRIDE 花〜すべての人の心に花を〜 人生の扉 | |
| 334 | 4月4日   | 35周年SP                                             | 松田聖子（語りも担当） | 【レッツゴーヤング セレクション】 裸足の季節 チェリーブラッサム 夏の扉 風立ちぬ 秘密の花園 天国のキッス 瞳はダイアモンド Only My Love 赤いスイートピー 【SONGSセレクション】 SWEET MEMORIES 風立ちぬ 【紅白歌合戦セレクション】 Rock'n Rouge 上を向いて歩こう あなたに逢いたくて〜Missing You〜 | |
| 335 | 4月11日  | ここから生まれる物語                                 | 絢香 | やさしさに包まれたなら(荒井由実) 夢を味方に にじいろ ずっとたいせつなキモチ | |
| 336 | 4月18日  | 「僕らの歌」探した15年                               | LOVE PSYCHEDELICO | LADY MADONNA 〜憂鬱なるスパイダー〜 Last Smile Freedom GOOD TIMES, BAD TIMES | |
| 337 | 4月25日  | オールタイムリクエスト                               | 髙橋真梨子 | リクエスト 4位 桃色吐息 リクエスト 7位 ジョニィへの伝言 リクエスト 3位 五番街のマリーへ リクエスト 1位 for you… カバーリクエスト 時間よ止まれ | |
| 338 | 5月2日   | 愛し合ってるかい?                                    | 忌野清志郎 | | 【トークゲスト】 奥田民生 曽我部恵一 Char TOSHI-LOW トータス松本 浜崎貴司 【MC】 箭内道彦 武内陶子アナウンサー |
| 339 | 5月9日   | 母から子へ 伝えたい 沖縄の心                         | さんご | 未来へ 童神〜ヤマトグチ〜 てぃんさぐぬ花 いのちのリレー | |
| 340 | 5月16日  | オーケストラとの運命的出会い                         | 玉置浩二 | 田園 恋の予感 【玉置浩二 ソロ曲メドレー】 サーチライト MR.LONELY メロディー 悲しみにさよなら | 【指揮 】 大友直人 【演奏】 東京フィルハーモニー交響楽団 |
| 341 | 5月23日  | 歌手30年目 わたしは今                                | 今井美樹 | PRIDE PIECE OF MY WISH Anniversary 再会 | |
| 342 | 5月30日  | 誰よりも自分らしく                                   | Superfly | タマシイレボリューション 愛をからだに吹き込んで Beautiful マニフェスト | |
| 343 | 6月6日   | 日本人になる 決断への思い                            | クリス・ハート | 愛燦燦 家族になろうよ 道 | |
| 344 | 6月13日  | Seiko in Wonderland                                  | 松田聖子 | Strawberry Time （Wonderland Medley） 秘密の花園 小麦色のマーメイド 野ばらのエチュード 赤い靴のバレリーナ SWEET MEMORIES 赤いスイートピー Bibbidi-Bobbidi-Boo | |
| SP  | 6月14日  | SONGSライブスペシャル                                | Superfly | | |
| SP  | 6月15日  | "静かな闘い" 365日密着ドキュメント                   | Mr.Children | | |
| 345 | 6月20日  | その一言から世界が始まる                             | Mr.Children | HANABI 未完 fantasy 幻聴 Starting Over | |
| 346 | 6月27日  | 30年目の夏                                           | TUBE | シーズン・イン・ザ・サン あー夏休み 夏を待ちきれなくて〜夏を抱きしめて（アコースティック・バージョン） きっと どこかで SUMMER TIME | 【スタジオゲスト】 前園真聖（元サッカー日本代表） |
| 347 | 7月4日   | わたしたちのドリカム                                 | DREAMS COME TRUE | うれしい!たのしい!大好き LOVE LOVE LOVE 未来予想図II 〜VERSION '07〜 （「SONGS」2007年6月20日放送分より） 何度でも （「SONGS」2011年5月25日放送分より） | 【語り】 常盤貴子 宮崎あおい |
| 348 | 7月25日  | 「現在(いま)」を生きる人へ                           | さだまさし | 夢見る人 風に立つライオン 精霊流し | 【語り】 大沢たかお |
| 349 | 8月1日   | 僕らが歩んだ20年                                     | V6 | 【V6 スペシャルメドレー】 MUSIC FOR THE PEOPLE TAKE ME HIGHER HONEY BEAT Sky's The Limit 愛なんだ Wait for you | 【スタジオライブ参加】 600人のファン |
| 350 | 8月8日   | 涙の理由・だから私は歌い続ける                       | 浜崎あゆみ | M SEASONS evolution Movin' on without you（宇多田ヒカル） Step by step | |
| 351 | 8月15日  | 夏うたdiary                                          | 玉置浩二 三代目J Soul Brothers aiko TUBE PUFFY 德永英明 石川セリ 久保田利伸 プリンセス プリンセス 矢沢永吉 夏川りみ 平井堅 アンジェラ・アキ 五輪真弓 BEGIN いきものがかり 秋川雅史 Kiroro THE BOOM 植村花菜 福山雅治 美輪明宏 | 夏の終りのハーモニー 花火 湘南My Love 渚にまつわるエトセトラ レイニー・ブルー 八月の濡れた砂 Missing M YES MY LOVE 涙そうそう 大きな古時計 HOME 時の流れに〜鳥になれ〜 島人ぬ宝 帰りたくなったよ 千の風になって Best Friend 風になりたい トイレの神様 クスノキ 花 | |
| 352 | 8月29日  | UNITED COVER                                         | 井上陽水 | リフレインが叫んでる 黄昏のビギン リンゴ あの素晴しい愛をもう一度 シルエット・ロマンス | |
| 353 | 9月5日   | 戦後70年 今届けたい歌                                | 美輪明宏 | 愛の贈り物 星の流れに ヨイトマケの唄 | 【対談】 瀬戸内寂聴 |
| 354 | 9月12日  | 旅するソングライター                                 | 浜田省吾 | 旅するソングライター - Journey of a Songwriter 夢のつづき - Dream Catcher 夜はこれから - The Tokyo Midnight Anthem マグノリアの小径 - Magnolia Lane 光の糸 - Threads of Light | |
| 355 | 9月19日  | 中学生へ贈るプレゼント                               | SEKAI NO OWARI | プレゼント（200人の中学生と共に歌唱） SOS ANTI-HERO | 【対談】 2015年度NHK全国学校音楽コンクール・中学校の部 課題曲プレゼントを歌ってきた200人の中学生 |
| SP  | 9月25日  | 矢沢永吉                                             | 矢沢永吉 | | 【対談】 山田孝之 |
| 356 | 9月26日  | 初心に帰る旅                                         | EXILE TAKAHIRO | グロリアス 運命のヒト Love Story | |
| 357 | 10月3日  | 生きる 家族そして音楽                                | つんく♂ | うまれてきてくれて ありがとう ひとりぼっちのハブラシ ズルい女 | 【歌唱】 クミコ 長瀬智也 クリス・ハート |
| 358 | 10月10日 | 子どもたちに響く"ゲス極"サウンド                     | ゲスの極み乙女。 | ロマンスがありあまる キラーボール 私以外私じゃないの オトナチック | |
| 359 | 10月17日 | 魂のガチLIVE! ベトナム編                             | ナオト・インティライミ | いつかきっと 今のキミを忘れない | |
| 360 | 10月24日 | 世界が共感する奇跡の物語                             | X JAPAN | Forever Love （1997年12月31日・東京ドーム） Without you （2008年3月28日・東京ドーム） Forever Love （2014年10月11日・ニューヨーク マディソン・スクエア・ガーデン） | |
| SP  | 10月30日 | 時を超える青春の歌 〜作詞家・松本隆の45年〜          | 松本隆（作詞家） | | 【ナレーション】 綾瀬はるか |
| 361 | 10月31日 | 濱田岳と語る「本当のボク」                           | 斉藤和義 | ずっと好きだった やさしくなりたい 時が経てば | 【対談】 濱田岳 |
| 362 | 11月7日  | 「夜会」への招待                                     | 中島みゆき | | |
| 363 | 11月14日 | 朝ドラを彩った主題歌                                 | | | 【ナビゲーター】 波瑠 |
| 364 | 11月23日 | 苦しみの先に見つけた僕の歌                           | 星野源 | くだらないの中に 夢の外へ SUN | |
| 365 | 11月30日 | 20年目のHello, Again                                 | My Little Lover | Man & Woman 白いカイト Hello, Again 〜昔からある場所〜 ターミナル | |
| 366 | 12月5日  | 今、歌いたいことを。今、伝えたいことを。             | BUMP OF CHICKEN | 天体観測 花の名 ray ガラスのブルース | |
| 367 | 12月12日 | 伊集院静と語る「大人の流儀」                         | 近藤真彦 | ギンギラギンにさりげなく 愚か者 大人の流儀 | 【対談】 伊集院静 |
| SP  | 12月19日 | 松任谷由実                                           | 松任谷由実 | やさしさに包まれたなら 瞳を閉じて 気づかず過ぎた初恋 | |
| SP  | 12月26日 | 井上陽水                                             | 井上陽水 | | 【インタビュー】 桑子真帆アナウンサー |
| SP  | 12月27日 | レベッカ                                             | レベッカ | RASPBERRY DREAM SUPER GIRL MOON LONELY BUTTERFLY プライベイト・ヒロイン フレンズ Maybe Tomorrow | |

| 回  | 放送日   | タイトル                                                                       | 出演者 | 曲目 | ゲスト                                                           |
| --- | -------- | ------------------------------------------------------------------------------ | --- | --- | ---------------------------------------------------------------- |
| 368 | 1月16日  | ゆず                                                                           | ゆず | かける 夏色 雨のち晴レルヤ T.W.L 終わらない歌 |                                                                  |
| 369 | 2月6日   | 広瀬香美                                                                       | 広瀬香美 | 愛があれば大丈夫〜真冬の帰り道〜ストロボ promise DEAR...again ロマンスの神様 |                                                                  |
| 370 | 2月13日  | BUMP OF CHICKEN                                                                | BUMP OF CHICKEN | Hello,world! 車輪の唄 supernova Butterfly |                                                                  |
| 371 | 2月20日  | 岩崎宏美                                                                       | 岩崎宏美 | シンデレラ・ハネムーン すみれ色の涙 ロマンス 思秋期 聖母たちのララバイ | 国府弘子                                                         |
| 372 | 2月27日  | SONGS ベストセレクション                                                       | 井上陽水 矢沢永吉 松任谷由実 松田聖子 KinKi Kids レベッカ Mr.Children ゆず 三代目 J Soul Brothers AKB48 SEKAI NO OWARI TUBE 玉置浩二 さだまさし 今井美樹 髙橋真梨子 浜田省吾 V6 浜崎あゆみ EXILE TAKAHIRO つんく♂・長瀬智也 美輪明宏 X JAPAN 星野源 Superfly BUMP OF CHICKEN | 女神 黒く塗りつぶせ 瞳を閉じて 赤いスイートピー 硝子の少年 フレンズ Starting Over 夏色 R.Y.U.S.E.I. 365日の紙飛行機 プレゼント シーズン・イン・ザ・サン 田園 風に立つライオン PIECE OF MY WISH ジョニィへの伝言 光の糸 Threads of Light 愛なんだ SEASONS 運命のヒト ひとりぼっちのハブラシ ヨイトマケの唄 BORN TO BE FREE SUN Beautiful 天体観測 |                                                                  |
| 373 | 3月5日   | 明日への歌                                                                     | 福山雅治 松任谷由実 桑田佳祐 プリンセス プリンセス | 桜坂 春よ、来い Let's try again Diamonds |                                                                  |
| 374 | 3月19日  | 大瀧詠一                                                                       | 大瀧詠一 | 探偵物語 Tシャツに口紅 夢で逢えたら | 鈴木雅之 薬師丸ひろ子                                            |
| SP  | 3月25日  | 福山雅治 SONGLINE 歌い継ぐ者たち 第1回 人はなぜ歌うのか?                       | 福山雅治 | |                                                                  |
| 375 | 4月2日   | SONGS10周年 オールタイムBEST                                                   | | |                                                                  |
| 376 | 4月7日   | 歌が起こす奇跡のチカラ 合唱SP                                                  | （アンジェラ・アキ） （ゆず） （SEKAI NO OWARI） miwa | 手紙 〜拝啓 十五の君へ〜 友 〜旅立ちの時〜 プレゼント 結 -ゆい- |                                                                  |
| 377 | 4月29日  | 私のLA青春“Story”                                                              | AI | Story ハピネス |                                                                  |
| 378 | 4月21日  | 復活の歌                                                                       | 德永英明 | レイニー ブルー 夢を信じて |                                                                  |
| 379 | 4月28日  | 歌は 時を超えてゆく                                                            | いきものがかり | YELL 夢題〜遠くへ〜 |                                                                  |
| SP  | 5月1日   | BUMP OF CHICKEN 完全版 永久保存スペシャル                                      | BUMP OF CHICKEN | |                                                                  |
| SP  | 5月5日   | SONGS10周年スペシャル                                                          | DREAMS COME TRUE | LOVE LOVE LOVE 時間旅行 うれしい!たのしい!大好き! SAYONARA 笑顔の行方 さぁ鐘を鳴らせ その先へ 何度でも 決戦は金曜日 やさしいキスをして 大阪LOVER サンキュ. |                                                                  |
| 380 | 5月12日  | 私は戦う“もんだいガール”                                                       | きゃりーぱみゅぱみゅ | ファッションモンスター PONPONPON つけまつける もんだいガール 最&高 |                                                                  |
| 381 | 5月19日  | “やけくそ”を貫け!                                                              | 吉川晃司 | LA VIE EN ROSE Wild Lips |                                                                  |
| 382 | 5月26日  | 孤独な天才                                                                     | プリンス | Let’ Go Crazy When Doves Cry KISS Purple Rain |                                                                  |
| 383 | 6月2日   | シンガーの流儀 私の50年                                                        | 髙橋真梨子 | for you… 襟裳岬 |                                                                  |
| 384 | 6月9日   | 世界を熱狂させるNewヒロイン アニソンSP                                         | 藍井エイル Kalafina LiSA | IGNITE Magia oath sign |                                                                  |
| 385 | 6月16日  | 初めての告白 2人の10年                                                         | コブクロ | 桜 流星 未来 | 【ナレーション】 高畑充希                                        |
| 386 | 6月23日  | あなたの知らない「ヨシ子さん」の世界                                           | 桑田佳祐 | 愛のプレリュード 大河の一滴 百万本の赤い薔薇 |                                                                  |
| 387 | 7月9日   | DREAMS COME TRUE                                                               | DREAMS COME TRUE | |                                                                  |
| 388 | 7月14日  | 私たちの“トリセツ”                                                             | 西野カナ | Darling トリセツ あなたの好きなところ |                                                                  |
| SP  | 7月23日  | 福山雅治 SONGLINE 歌い継ぐ者たち 第2回 ブラジル サンバに秘められたリズムの魔法 | 福山雅治 | |                                                                  |
| 389 | 7月28日  | リオ五輪直前SP                                                                 | 吉川晃司 AI 安室奈美恵 | Over The Rainbow みんながみんな英雄 Hero |                                                                  |
| 390 | 8月4日   | 「バンド」という名の“宝”                                                       | THE YELLOW MONKEY | LOVE LOVE SHOW ALRIGHT 球根 |                                                                  |
| 391 | 9月1日   | 特集「2016ブレイク」新世代                                                     | 桐谷健太 藤原さくら 水曜日のカンパネラ | 海の声 Soup フェニックス |                                                                  |
| 392 | 9月10日  | 今だから人生を語ろう                                                           | 吉田拓郎 | ジャスト・ア・RONIN 春だったね 旅の宿 マークII 落陽 全部だきしめて ある雨の日の情景 ぼくのあたらしい歌 人生を語らず | 【インタビュアー】 桑子真帆アナウンサー                          |
| SP  | 9月22日  | 人間・宇多田ヒカル 今「母」を歌う”                                             | 宇多田ヒカル | 花束を君に ともだち 道 | 【対談】 糸井重里 【VTR出演】 井上陽水 【ナレーション】 高畑充希 |
| 393 | 9月29日  | 挑戦が導く奇跡                                                                 | 松田聖子 | 風は秋色〜野ばらのエチュード〜風立ちぬ 薔薇のように咲いて桜のように散って 惑星になりたい |                                                                  |
| 394 | 10月6日  | 世界を癒やす“奇跡の歌声”                                                       | ノラ・ジョーンズ | Don't Know Why Sunrise Flipside Carry On |                                                                  |
| 395 | 10月13日 | 止まらない4人の原動力                                                          | SEKAI NO OWARI | RPG Dragon Night Hey Ho |                                                                  |
| 396 | 10月20日 | すべてはミュージカルのために                                                   | 井上芳雄 | メモリー フレンド・ライク・ミー 僕こそ音楽 少年時代 |                                                                  |
| 397 | 10月27日 | リアルを叫び続ける                                                             | ［Alexandros］ | ワタリドリ Adventure Starrrrrrr Feel like |                                                                  |
| 398 | 11月3日  | 宇宙がつなぐ 歌と記憶                                                          | 松任谷由実 | VOYAGER〜日付のない墓標 不思議な体験 宇宙図書館 |                                                                  |
| 399 | 11月10日 | 歌姫の21世紀                                                                   | 中島みゆき | 地上の星 銀の龍の背に乗って 宙船（そらふね） 倒木の敗者復活戦 India Goose Why & No 麦の唄 | 【ナレーション】 満島ひかり                                      |
| 400 | 11月17日 | 硝子の少年達の「今」                                                           | KinKi Kids | 硝子の少年 薔薇と太陽 愛のかたまり | 【ナレーション】 斎藤工                                          |
| 401 | 11月24日 | “前前前世”を生んだバンドの今                                                   | RADWIMPS | 棒人間 AADAAKOODAA 告白 トアルハルノヒ | 【語り】 上白石萌音                                              |
| 402 | 12月1日  | 新境地!落語で誘う桑田ワールド                                                  | 桑田佳祐 | あなたの夢を見ています 悪戯されて メンチカツ・ブルース 君への手紙 |                                                                  |
| 403 | 12月8日  | 僕たちの キセキ                                                                | GReeeeN | 道 愛唄 weeeek キセキ | 【ナレーション】 菅田将暉                                        |
| SP  | 12月10日 | 高倉健さんが教えてくれた映画のすべて                                           | 薬師丸ひろ子 | 戦士の休息 ムーン・リバー ベンのテーマ 愛のバラード 探偵物語 メイン・テーマ Woman "Wの悲劇より" セーラー服と機関銃 |                                                                  |
| 404 | 12月17日 | X JAPANスペシャル 今 世界が熱狂する物語                                        | X JAPAN | BORN TO BE FREE X Tears La Venus |                                                                  |
| SP  | 12月23日 | 風のように…なんて考えた事があったなー                                          | 吉田拓郎 | 春だったね やせっぽっちのブルース 落陽 風に吹かれて（ボブ・ディラン） 旅の宿 アゲイン ある雨の日の情景 全部だきしめて（KinKi Kids） 朝陽がサン 人生を語らず |                                                                  |

| 回  | 放送日   | タイトル                                                                              | 出演者 | 曲目 | ゲスト |
| --- | -------- | ------------------------------------------------------------------------------------- | --- | --- | --- |
| 405 | 1月5日   | 共感を呼ぶリアルソング                                                                | back number | クリスマスソング 花束 青い春 ハッピーエンド | 【コメント出演】 藤田ニコル 高橋みなみ 【ナレーション】 剛力彩芽 |
| 406 | 1月12日  | 65歳のロック魂（スピリット）                                                          | [[[スティング (ミュージシャン)\|スティング]] | 見つめていたい - EVERY BRETH YOU TAKE 孤独のメッセージ - MESSAGE IN A BOTTLE イングリッシュマン・イン・ニューヨーク - ENGLISHMAN IN NEW YORK アイ・キャント・ストップ・シンキング・アバウト・ユー - I CAN'T STOP THINKING ABOUT YOU | 【インタビュー】 杉浦友紀アナウンサー |
| SP  | 1月14日  | KinKi Kids Spin off いつも 変わらず 2人で                                             | KinKi Kids | | 【ナレーション】 斎藤工 |
| 407 | 1月19日  | 紅白スペシャル                                                                        | RADWIMPS 桐谷健太 THE YELLOW MONKEY いきものがかり SEKAI NO OWARI miwa 西野カナ AI 椎名林檎 星野源 福山雅治 大竹しのぶ 髙橋真梨子 松田聖子 X JAPAN 宇多田ヒカル                                         | 前前前世（original ver.） 海の声〜みんなの海の声バージョン〜 JAM SAKURA Hey Ho 結 -ゆい- Dear Bride みんながみんな英雄 青春の瞬き - FROM NEO TOKYO 2016 - 恋 少年 愛の讃歌 ごめんね… 薔薇のように咲いて 桜のように散って 紅 花束を君に | |
| 408 | 1月26日  | 今 ヨロコビを奏でるピアノ                                                             | 矢野顕子 | ごはんができたよ ひとつだけ ほうろう | |
| SP  | 1月30日  | 福山雅治 SONGLINE 歌い継ぐ者たち 第3回 アメリカ ニューオーリンズジャズの魂 聖者の行進 | 福山雅治 | | |
| 409 | 2月2日   | 特集 2017 期待のアーティスト                                                          | WANIMA ぼくのりりっくのぼうよみ KEYTALK cero | ともに Be Noble ASTRO Elephant Ghost | |
| 410 | 2月9日   | バレンタイン ラブソングSP                                                             | back number 三代目J Soul Brothers 星野源 aiko 西野カナ 木村カエラ Superfly 福山雅治 Mr.Children 久保田利伸 プリンセス・プリンセス 今井美樹 松田聖子 DREAMS COME TRUE                                    | クリスマスソング 花火 くだらないの中に 花火 トリセツ Butterfly 愛をこめて花束を 家族になろうよ 口笛 LA・LA・LA LOVE SONG M PRIDE 赤いスイートピー LOVE LOVE LOVE | 【ナレーション】 瀬戸康史 |
| 411 | 2月16日  | バズリ回SP 2016-2017                                                                  | ［Alexandros］ いきものがかり 宇多田ヒカル X JAPAN 吉川晃司 GReeeeN 桑田佳祐 THE YELLOW MONKEY スティング 髙橋真梨子 DREAMS COME TRUE back number 松任谷由実 薬師丸ひろ子 吉田拓郎 RADWIMPS             | | 【ナビゲーター】 友近 |
| 412 | 2月23日  | 歌は勇気を届ける                                                                      | miwa | トゥルー・カラーズ - TRUE COLORS /(シンディ・ローパー) 結 -ゆい- SPLASH | |
| 413 | 3月2日   | 世界への進撃 2017                                                                     | X JAPAN | BORN TO BE FREE La Venus X | 【語り】 北川悠仁（ゆず） |
| 414 | 3月9日   | 一夜限りの告白DJ                                                                      | YUKI | JOY ポストに声を投げ入れて さよならバイスタンダー | 【質問を寄せてくれたYUKIラバー】 綾瀬はるか 羽海野チカ 国分太一 水曜日のカンパネラ 長澤まさみ 又吉直樹（ピース） 【ナレーション】 花澤香菜                                                                           |
| SP  | 3月25日  | ディズニーミュージカル名曲集                                                          | 山崎育三郎 尾上松也 井上芳雄 城田優 昆夏美 Little Glee Monster 屋比久知奈 大竹しのぶ | アンダー・ザ・シー - Under the Sea（山崎育三郎 Little Glee Monster） （映画 「リトル・マーメイド」） ホール・ニュー・ワールド - A Whole New World（尾上松也 屋比久知奈） （「アラジン」） サークル・オブ・ライフ - Circle of Life（井上芳雄） （映画 「ライオン・キング」） Let It Go〜ありのままで〜（山崎育三郎 尾上松也 井上芳雄 城田優 昆夏美 Little Glee Monster 屋比久知奈） （映画 「アナと雪の女王」） ONCE UPON A DREAM〜いつか夢で〜（大竹しのぶ） （映画 「マレフィセント」） 夢はひそかに - A Dream Is A Wish Your Heart Make（城田優 昆夏美 （映画「シンデレラ」） 君のようになりたい（Little Glee Monster） どこまでも〜How Far I’ll Go〜（屋比久知奈） （映画 「モアナと伝説の海」） 俺のおかげさ（尾上松也 屋比久知奈） （映画「モアナと伝説の海」） 美女と野獣 (ディズニーソング) - Beauty and the Beast（山崎育三郎 昆夏美） （映画＜実写版＞「美女と野獣」） | |
| 415 | 3月30日  | SEIKOのJAZZワンダーランド                                                             | SEIKO MATSUDA | SWEET MEMORIES スマイル 静かな夜（コルコバード） 追憶 | 【ナビゲーター】 吉田鋼太郎 |
| 416 | 4月6日   | 平手友梨奈15歳〜その舞こそが、心の叫び〜                                              | 欅坂46 | サイレントマジョリティー 世界には愛しかない 二人セゾン 不協和音 | |
| 417 | 4月13日  | 父の影 息子の光                                                                       | 尾崎裕哉 | I LOVE YOU 僕が僕であるために 27 サムデイ・スマイル | 【ナレーション】 早見沙織 |
| 418 | 4月20日  | 2人のSAMURAI魂（スピリット）                                                          | MIYAVI 木村拓哉 | What's My Name? Live to Die Another Day〜存在証明〜 | 【ナレーション】 木村拓哉 |
| 419 | 4月27日  | ゆずっこたちと語る20年                                                                | ゆず | 栄光の架橋 雨のち晴レルヤ サヨナラバス | 【ゆずファンの証言者（通称：ゆずっこ）】 井上康生 YOSHIKI 【対談】 大島優子 【ナレーション】 杏 |
| 420 | 5月11日  | 母の日SP                                                                              | 山口百恵 宇多田ヒカル コブクロ 竹内まりや いきものがかり | 秋桜 花束を君に 蕾 うれしくてさみしい日(Your Wedding Day) ありがとう | 【ナビゲーター】 土屋太鳳 |
| 421 | 5月18日  | 生きる力 呼び覚ます歌                                                                 | 竹原ピストル | Forever Young よー、そこの若いの 東京一年生 カウント10 | 【ナビゲーター】 吉岡里帆 |
| 422 | 5月25日  | King Of Vocalist                                                                      | 玉置浩二 | ワインレッドの心 好きさ じれったい MR.LONELY 田園 メロディー 行かないで | 【VTR出演】 絢香 德永英明 竹原ピストル 五代目 坂東玉三郎 【ナレーション】 釘宮理恵 |
| 423 | 6月1日   | 2つのルーツ                                                                           | AI | 美女と野獣 - BEAUTY AND THE BEAST - 最後は必ず正義が勝つ Sweet Nothing's | 【スタジオゲスト】 LiLiCo 日本エンターテイメント界で成功を目指す24人の若者達 【ナレーション】 三石琴乃 |
| 424 | 6月8日   | 68歳の本音                                                                            | 髙橋真梨子 市村正親 | ごめんね… フレンズ | 【ナレーション】 井上麻里奈 |
| 425 | 6月15日  | 祝! 10周年スペシャル                                                                  | 秦基博 | ひまわりの約束 年貢 for you feat. 旗本ひろし 鱗 | 【スタジオゲスト】 レキシ 【ナレーション】 尾野真千子 |
| 426 | 6月22日  | 中島みゆきトリビュート                                                                | 大竹しのぶ 島津亜矢 クミコ | 地上の星（島津亜矢） 世情（クミコ） ファイト!（大竹しのぶ） 時代（大竹しのぶ 島津亜矢 クミコ） | |
| 427 | 6月29日  | 目の前の向こうへ                                                                      | 関ジャニ∞ | 大阪ロマネスク LIFE〜目の前の向こうへ〜 今 | 【ナレーション】 ヒロ寺平 |
| 428 | 7月13日  | 爆笑問題・太田光と語る30年                                                            | エレファントカシマシ | 今宵の月のように ファイティングマン 風と共に | 【スタジオゲスト】 太田光 |
| 429 | 7月20日  | リクエストライブ BEST5                                                                | 德永英明 | リクエスト 1位 レイニーブルー リクエスト 2位 壊れかけのRadio リクエスト 3位 最後の言い訳 リクエスト 4位 僕のそばに リクエスト 5位 夢を信じて バトン | (VTR出演) 山田洋次 黒木瞳 |
| 430 | 7月27日  | SEKAI NO OWARI                                                                        | SEKAI NO OWARI | RPG Hey Ho RAIN Death Disco 天使と悪魔 Dragon Night | 【対談】 平手友梨奈(欅坂46) 【スタジオライブ参加】 500人の高校生達 【ナレーション】 山寺宏一 |
| 431 | 8月3日   | 夏の名曲映像 蔵出しスペシャル                                                         | 桑田佳祐 サザンオールスターズ 星野源 ゆず 三代目J Soul Brothers テイラー・スウィフト ウルフルズ 杏里 Mr.Children 加山雄三 荒井由実 キャンディーズ 中森明菜 aiko スピッツ MONGOL800 AI 矢沢永吉 井上陽水 | 波乗りジョニー（桑田佳祐） 涙のキッス・いとしのエリー（サザンオールスターズ） SUN（星野源） 夏色（ゆず） R.Y.U.S.E.I.（三代目J Soul Brothers） We Are Never Ever Getting Back Together（テイラー・スウィフト） バンザイ 〜好きでよかった〜（ウルフルズ） SUMMER CANDLES（杏里） HANABI（Mr.Children） 君といつまでも（加山雄三） 中央フリーウェイ（荒井由実） 年下の男の子（キャンディーズ） ボーイフレンド（aiko） 少女A（中森明菜） 空も飛べるはず（スピッツ） 小さな恋のうた（MONGOL800） ハピネス（AI） 時間よ止まれ（矢沢永吉） 少年時代（井上陽水） | |
| 432 | 8月10日  | ディーン・フジオカ スペシャル                                                         | ディーン・フジオカ | | |
| SP  | 8月24日  | 桑田佳祐                                                                              | 桑田佳祐 | 悲しい気持ち〜JUST A MAN IN LOVE 愛のささくれ〜Nobodys loves me 簪(かんざし) 若い広場 オアシスと果樹園 波乗りジョニー ヨシ子さん | 【連続テレビ小説「ひよっこ」より】 有村架純（谷田部みね子 役） 佐久間由衣（助川時子 役） 小島藤子（秋葉幸子 役） 藤野涼子（兼平豊子 役） 松本穂香（青天目澄子 役） 八木優希（夏井優子 役） 【ナレーション】 増田明美 |
| 433 | 8月31日  | 今、響きあう僕たちの言葉                                                              | UVERworld | DECIDED 【スペシャルダイジェスト】 ナノ・セカンド 7th Trigger WE ARE GO PRAYING SUN IMPACT LONE WOLF MONDO PIECE | 【対談】 綾野剛 with TAKUYA∞（ボーカル） 【スタジオライブ参加】 600人の男性ファン |
| 434 | 9月7日   | オールタイムリクエストベスト                                                          | 平井堅 | リクエスト 5位 POP STAR リクエスト 4位 僕は君に恋をする リクエスト 3位 ノンフィクション リクエスト 2位 瞳をとじて カバーリクエスト わかれうた（中島みゆき） リクエスト 1位 even if | 【トークゲスト】 亀田誠治 |
| 435 | 9月14日  | 30周年スーパーヒットライブ                                                            | 工藤静香 | 【工藤静香 スーパーヒットメドレー Part 1】 嵐の素顔 恋一夜 くちびるから媚薬 千流の雫 慟哭 【工藤静香 スーパーヒットメドレー Part 2】 時の河を越えて（うしろ髪ひかれ隊） MUGO・ん…色っぽい 抱いてくれたらいいのに FU-JI-TSU 黄砂に吹かれて 鋼の森 | 【インタビュー】 吉田豪 |
| 436 | 9月21日  | 奥田民生                                                                              | 奥田民生 | さすらい イージュー★ライダー エンジン いどみたいぜ | 【対談】 桐谷健太 【スタジオライブ参加】 500人のファン |
| SP  | 9月28日  | 星野源                                                                                | 星野源 | ファイアー・クラッカー（マーティン・デニー） 化物 くせのうた SUN 恋 Week End Continues Family Song | |
| 437 | 10月5日  | 今 僕が伝えたい音楽とことば                                                           | 小沢健二 | シナモン (都市と家庭) 天使たちのシーン 愛し愛されて生きるのさ 流動体について | 【ライブゲスト】 タブゾンビ |
| 438 | 10月12日 | 2人で登る音楽の道                                                                     | DREAMS COME TRUE | あなたと同じ空の下 （SONGS 10周年スペシャル(2016)ライブより） 決戦は金曜日 何度でも （2011年5月放送 SONGSより） その先へ その日は必ず来る - TDQ VERSION - | |
| 439 | 10月26日 | 米米CLUB                                                                              | 米米CLUB | (やりすぎでいこう! スペシャルメドレー) 浪漫飛行'07 君いる! OH! 米 GOD! かっちょいい! 狂わせたいの / (山本リンダ） TIME STOP sure danse 愛 Know マジック 君がいるだけで Shake Hip! オン・ザ・ロックをちょうだい。 | 【ライブMC】 岡田圭右 |
| 440 | 11月2日  | 2017 話題の歌スペシャル                                                               | SHISHAMO NOBU コトリンゴ | 明日も（SHISHAMO） 悲しくてやりきれない（ザ・フォーク・クルセダーズ）（コトリンゴ） いま、太陽に向かって咲く花（NOBU） | |
| 441 | 11月9日  | ザ・セッション 〜vs MIYAVI〜                                                          | MIYAVI 三浦大知 シシド・カフカ | ロックンロール・ウィドウ（山口百恵）（MIYAVI vs シシド・カフカ） Dancing With My Fingers（MIYAVI vs 三浦大知） Fire Bird（MIYAVI、ドラム：BOBO) | |
| SP  | 11月10日 | 井上陽水 玉置浩二                                                                     | | | |
| 442 | 11月16日 | 〜秋の夜長に 泣ける名曲スペシャル〜                                                   | DREAMS COME TRUE アンジェラ・アキ イルカ エレファントカシマシ プリンセス プリンセス 長渕剛 森山直太朗 平原綾香 沢田知可子 秦基博 坂本九 宇多田ヒカル                                                    | LOVE LOVE LOVE 手紙 〜拝啓 十五の君へ〜 なごり雪 悲しみの果て M 乾杯 さくら (合唱) Jupiter 会いたい ひまわりの約束 上を向いて歩こう 花束を君に | |
| 443 | 11月30日 | ああ、いわれなき炎上の45年                                                            | さだまさし | 関白宣言 主人公 いにしへ | |
| 444 | 12月7日  | 倉木麻衣                                                                              | 倉木麻衣 | 渡月橋 〜君 想ふ〜 Love, Day After Tomorrow Secret of my heart | 【旅のゲスト】 山村紅葉 |
| 445 | 12月14日 | キミが隣にいなかった夏                                                                | KinKi Kids | Anniversary（アコースティック・バージョン） Topaz Love | 【ナレーション】 戸次重幸 |
| SP  | 12月16日 | 20年をつなぐもの                                                                      | 松たか子 | 明日、春が来たら 明日はどこから 500マイル つなぐもの | 【対談】 高橋一生 |

| 回  | 放送日   | タイトル                                        | 出演者 | 曲目 | ゲスト |
| --- | -------- | ----------------------------------------------- | --- | --- | --- |
| 446 | 1月4日   | 長いけどすごい歌、集めました                    | さだまさし | 親父の一番長い日 フレディもしくは三教街 -ロシア租界にて- | |
| 447 | 1月11日  | いま 母として歌うハナミズキ                     | 一青窈 | もらい泣き ジュリアン ハナミズキ 七変化 | 【対談】 岸谷香                                                                                                 |
| 448 | 1月18日  | 未公開スペシャル                                | 德永英明 SHISHAMO 竹原ピストル WANIMA 奥田民生 MIYAVI 桑田佳祐                                                                             | 僕のそばに ほら、笑ってる Amazing Grace 1106 サケとブルース Strong 東京 | |
| 449 | 1月25日  | 20周年 いい歌、集めました                       | Kiroro | 長い間 冬のうた 未来へ 生きてこそ Best Friend アニバーサリー | |
| 450 | 2月1日   | 唯一無二の理由                                  | 三浦大知 | EXCITE (RE)PLAY ふれあうだけで 〜Always with you〜 普通の今夜のことを -let tonight be forever remembered- | 【対談】 土屋太鳳 【ナレーション】 戸次重幸                                                                     |
| 451 | 2月8日   | 冬の熱戦を盛り上げた歌                          | トワ・エ・モワ 髙橋真梨子 F-BLOOD MISIA 平原綾香 L'Arc～en～Ciel コブクロ SEKAI NO OWARI                                                   | 虹と雪のバラード 遥かな人へ SHOOTING STAR 果てなく続くストーリー 誓い BLESS 今、咲き誇る花たちよ サザンカ | |
| 453 | 3月8日   | 25周年スペシャルライブ                          | 斉藤和義 | やさしくなりたい 歩いて帰ろう 青空ばかり | (メッセージゲスト) リリー・フランキー 笑福亭鶴瓶                                                                |
| 452 | 3月18日  | 今、この歌を聴け 話題の女性ソロシンガー2人      | あいみょん 吉澤嘉代子 | 生きていたんだよな 残ってる | |
| 454 | 4月7日   | ふたり呑み 21年目の本音                         | ゆず | 虹 春風 イコール | |
| 455 | 4月14日  | 旅を、やめない                                  | 松任谷由実 | ジャコビニ彗星の日 Hello, my friend セシルの週末 | 【ナレーション】 戸次重幸                                                                                       |
| 456 | 4月21日  | 東京スカパラダイスオーケストラ                  | 東京スカパラダイスオーケストラ | Paradise Has No Border Glorious 【スカパラカバーメドレー】 ペトラーズ ルパン三世'07 Olha pro cēu 銀河と迷路 | 【トークゲスト】 ミッツ・マングローブ                                                                           |
| 457 | 4月28日  | 世界を動かす7人の「絆」                         | 防弾少年団 (BTS) | DNA -Japanese ver.- Not Today -Japanese ver.- MIC DROP | |
| SP  | 5月5日   | DREAMS COME TRUE × 太陽の塔                     | DREAMS COME TRUE | | |
| 458 | 5月12日  | SONGSが変わる! スペシャル                       | | | 【番組の責任者】 大泉洋 【ナレーション】 諏訪部順一                                                             |
| 459 | 5月19日  | SONGS×大泉洋スペシャル                          | | | 【番組の責任者】 大泉洋 【ナレーション】 戸次重幸                                                               |
| 460 | 5月26日  | 薬師丸ひろ子×日本一きれいな星空                 | 薬師丸ひろ子 | 探偵物語 Woman "Wの悲劇"より 窓 | |
| 461 | 6月2日   | aiko×番組史上最大のスタジオLIVE                 | aiko | 運命 カブトムシ ストロー | 【番組責任者】 大泉洋 【ビデオメッセージ】 岡村隆史 黒沢かずこ                                                  |
| 462 | 6月9日   | 今井美樹                                        | 今井美樹 | PRIDE Goodbye Yesterday あなたはあなたのままでいい | (番組責任者) 大泉洋                                                                                             |
| 463 | 6月23日  | 髙橋真梨子×どこでも大泉くんSP                   | 髙橋真梨子 | ジョニィへの伝言 あなたの空を翔びたい 雲母の波 | (番組責任者) 大泉洋                                                                                             |
| SP  | 6月30日  | 宇多田ヒカル                                    | 宇多田ヒカル | あなた 初恋 Play A Love Song | 【対談】 又吉直樹 【メッセージゲスト】 小田和正 水野良樹 【インタビュアー】 若林恵                              |
| 464 | 7月20日  | サンボマスター                                  | サンボマスター | 世界はそれを愛と呼ぶんだぜ 輝きだして走ってく ラブソング | 【番組責任者/インタビュアー】 大泉洋                                                                            |
| 465 | 7月28日  | DA PUMP                                         | DA PUMP | ごきげんだぜっ! 〜Nothing But Something〜 If... We can't stop the music U.S.A. | 【番組責任者】 大泉洋 【ナレーション】 戸次重幸 【メッセージゲスト】 三浦大知 m.c.A・T 光浦靖子                 |
| 466 | 8月25日  | HY                                              | HY | 366日 ホワイトビーチ 時をこえ | 【番組責任者】 大泉洋 【ナレーション】 戸次重幸                                                                 |
| 467 | 9月1日   | Perfume                                         | Perfume | TOKYO GIRL Dream Fighter Future Pop | 【番組責任者】 大泉洋 【ナレーション】 戸次重幸                                                                 |
| 468 | 9月15日  | 森山直太朗                                      | 森山直太朗 | 夏の終わり どこもかしこも駐車場 人間の森 | 【番組責任者】 大泉洋 【ナレーション】 戸次重幸                                                                 |
| 469 | 9月22日  | ポルノグラフィティ×密着・20年目のふるさとライブ | ポルノグラフィティ | ハネウマライダー ブレス (広島20周年野外ライブの高校生控室での合唱曲) 愛が呼ぶほうへ | 【番組責任者】 大泉洋 【ナレーション】 戸次重幸 【合唱】 広島県立因島高等学校                                   |
| 470 | 9月29日  | 奈良の魂が奏でる音                              | 堂本剛 | one more purple funk... -硬命 katana- Crystal light HYBRID FUNK FUNK for “Yo” | 【番組責任者】 大泉洋 【ナレーション】 戸次重幸                                                                 |
| 471 | 10月6日  | Superfly×最新版スペシャルライブ                 | Superfly | Alright!! Beautiful Gifts | 【番組責任者】 大泉洋 【ナレーション】 戸次重幸                                                                 |
| 472 | 10月13日 | 秋・心に響く名曲スペシャル                      | 松田聖子 今井美樹 DREAMS COME TRUE 小田和正 槇原敬之 Kiroro さだまさし 宇多田ヒカル JUDY AND MARY RADWIMPS SHISHAMO コブクロ 福山雅治 ゆず | 青い珊瑚礁 PRIDE 何度でも ラブ・ストーリーは突然に どんなときも。 未来へ 案山子 First Love そばかす 告白 明日も 永遠にともに 道標 虹 | 【番組責任者】 大泉洋 【ナレーション】 戸次重幸                                                                 |
| 473 | 10月20日 | 大竹しのぶ                                      | 大竹しのぶ | 愛の賛歌 老兵 水に流して | 【番組責任者】 大泉洋 【ナレーション】 戸次重幸                                                                 |
| 474 | 10月27日 | WANIMA                                          | WANIMA | シグナル THANX For you | 【番組責任者】 大泉洋 【ナレーション】 戸次重幸                                                                 |
| 475 | 11月3日  | ミュージカルに乾杯！                            | 堂本光一×井上芳雄 | 「Dancing On Broadway」 〜「Endless SHOCK」より～ 「最後のダンス」 ～「エリザベート」より～ 「ナイツ・テイル－騎士物語－」メドレー ♪騎士物語～兵士の重荷～狩猟～昇る太陽～乾杯 「宿敵がまたとない友」 ～「ナイツ・テイル－騎士物語－」より～ | 【番組責任者】 大泉洋 【ナレーション】 戸次重幸                                                                 |
| 476 | 11月10日 | レキシ                                          | レキシ | SHIKIBU GOEMON feat. ビッグ門左衛門 きらきら武士 | 【番組責任者】 大泉洋 【ナレーション】 戸次重幸 【ライブゲスト】 ビッグ門左衛門 【メッセージゲスト】 さだまさし |
| 477 | 11月17日 | クイーン                                        | クイーン | 【杏さんおすすめの一曲】 セイヴ・ミー 【古田新太さんおすすめの一曲】 フラッシュのテーマ 【岡崎体育さんおすすめの一曲】 ボヘミアン・ラプソディ                                                                                                | 【番組責任者】 大泉洋 【ナレーション】 戸次重幸 【インタビューゲスト】 杏 岡崎体育 東郷かおる子 古田新太        |
| 478 | 11月24日 | 平原綾香                                        | 平原綾香 | Jupiter Supercalifragilisticexpialidocious～「メリー・ポピンズ」より～ Beautiful ～「ビューティフル」より～ Someone to watch over me これから                                                                                                | 【番組責任者】 大泉洋 【ナレーション】 戸次重幸                                                                 |
| 479 | 12月1日  | 西野カナ                                        | 西野カナ | トリセツ 好き もしも運命の人がいるのなら Bedtime Story | 【番組責任者】 大泉洋 【ナレーション】 戸次重幸 【メッセージゲスト】 白石麻衣 登坂絵莉                          |
| 480 | 12月8日  | hideが遺(のこ)したもの                          | hide | ピンク スパイダー | 【番組責任者】 大泉洋 【ナレーション】 戸次重幸 【インタビューゲスト】 吉井和哉 生駒里奈 MIYAVI                 |
| 481 | 12月15日 | ［ALEXANDROS］                                  | ［ALEXANDROS］ | ワタリドリ アルペジオ Mosquito Bite | 【番組責任者】 大泉洋 【ナレーション】 戸次重幸                                                                 |

| 回  | 放送日   | タイトル                                       | 出演者 | 曲目 | ゲスト |
| --- | -------- | ---------------------------------------------- | --- | --- | --- |
| 482 | 1月12日  | DA PUMP                                        | DA PUMP | ごきげんだぜっ! 〜Nothing But Something〜 If... We can't stop the music U.S.A. | 【番組責任者】 大泉洋 【ナレーション】 戸次重幸 【メッセージゲスト】 三浦大知 m.c.A・T 光浦靖子                        |
| 483 | 1月19日  | Perfume                                        | Perfume | TOKYO GIRL Dream Fighter Future Pop | 【番組責任者】 大泉洋 【ナレーション】 戸次重幸                                                                        |
| 484 | 1月26日  | 平成世代が愛する女神                           | 中島みゆき | ホームにて 蕎麦屋 EAST ASIA | 【番組責任者】 大泉洋 【ナレーション】 戸次重幸 【インタビューゲスト】 土屋太鳳 百田夏菜子 吉岡聖恵                    |
| 485 | 2月2日   | 30年愛される理由                               | 電気グルーヴ | 人間大統領 Shangri-La feat. Inga Humpe Baby's on Fire | 【番組責任者】 大泉洋 【ナレーション】 戸次重幸 【インタビューゲスト】 宮藤官九郎 高橋幸宏                             |
| 486 | 2月9日   | 堂本光一×井上芳雄 ～スピンオフ～               | 堂本光一 井上芳雄 | 「宿敵がまたとない友」～「ナイツ・テイル－騎士物語－」より～ 「乾杯」〜「ナイツ・テイル－騎士物語－」メドレーより〜 | 【番組責任者】 大泉洋 【ナレーション】 戸次重幸                                                                        |
| 487 | 2月16日  | あいみょん                                     | あいみょん | マリーゴールド 君はロックを聴かない 今夜このまま | 【番組責任者】 大泉洋 【ナレーション】 戸次重幸                                                                        |
| 488 | 2月23日  | YUKI                                           | YUKI | チャイム やたらとシンクロニシティ フラッグを立てろ | 【番組責任者】 大泉洋 【ナレーション】 戸次重幸 【インタビューゲスト】 博多華丸・大吉 近江友里恵 長澤まさみ            |
| 489 | 3月9日   | BEGIN                                          | BEGIN | 笑顔のまんま【マルシャ ショーラ・フル・バージョン】 三線の花 君の歌はワルツ | 【番組責任者】 大泉洋 【ナレーション】 戸次重幸                                                                        |
| 490 | 3月16日  | SEKAI NO OWARI                                 | SEKAI NO OWARI | LOVE SONG イルミネーション | 【番組責任者】 大泉洋 【ナレーション】 戸次重幸                                                                        |
| 491 | 4月6日   | 井上陽水 第1夜                                 | 井上陽水 | （J-WAVEトーキョーギタージャンボリーでのライブ） 東へ西へ 最後のニュース | 【番組責任者】 大泉洋 【ナレーション】 戸次重幸                                                                        |
| 492 | 4月13日  | 井上陽水 第2夜                                 | 井上陽水 | （J-WAVEトーキョーギタージャンボリーでのライブ） 帰れない二人 傘がない | 【番組責任者】 大泉洋 【ナレーション】 戸次重幸                                                                        |
| 493 | 4月20日  | THE YELLOW MONKEY                              | THE YELLOW MONKEY | バラ色の日々 I don't know Horizon | 【番組責任者】 大泉洋 【ナレーション】 戸次重幸                                                                        |
| 494 | 4月27日  | 西川貴教                                       | 西川貴教 | （大阪ロケでのライブ） DEAR FRIENDS （スタジオライブ） UNBROKEN (feat. 布袋寅泰) | 【番組責任者】 大泉洋 【ナレーション】 戸次重幸                                                                        |
| 495 | 5月11日  | あいみょん                                     | あいみょん | マリーゴールド 君はロックを聴かない 今夜このまま | 【番組責任者】 大泉洋 【ナレーション】 戸次重幸                                                                        |
| 496 | 5月18日  | スガシカオ                                     | スガシカオ | 夜空ノムコウ Progress 労働なんかしないで 光合成だけで生きたい | 【番組責任者】 大泉洋 【ナレーション】 戸次重幸                                                                        |
| 497 | 5月25日  | アリス                                         | アリス | 今はもうだれも 冬の稲妻 愛の光 限りなき挑戦 -OPEN GATE- | 【番組責任者】 大泉洋 【ナレーション】 戸次重幸                                                                        |
| 498 | 6月1日   | 椎名林檎                                       | 椎名林檎 | 鶏と蛇と豚 ジユーダム TOKYO | 【番組責任者】 大泉洋 【ナレーション】 戸次重幸                                                                        |
| 499 | 6月8日   | さだまさし                                     | さだまさし | 風に立つライオン 防人の詩 | 【番組責任者】 大泉洋 【ナレーション】 戸次重幸                                                                        |
| 500 | 6月15日  | 髙橋真梨子                                     | 髙橋真梨子 | 桃色吐息 祭りばやしが終わるまで BAD BOY | 【番組責任者】 大泉洋 【ナレーション】 戸次重幸                                                                        |
| 501 | 6月22日  | HYDE                                           | HYDE | HONEY ZIPANG ANOTHER MOMENT | 【番組責任者】 大泉洋 【ナレーション】 戸次重幸                                                                        |
| 502 | 6月29日  | 嵐                                             | 嵐 | a Day in Our Life Love so sweet 君のうた | 【番組責任者】 大泉洋 【ナレーション】 戸次重幸                                                                        |
| 503 | 7月6日   | サカナクション ✕ 山口一郎vs大泉洋 因縁の対談!? | サカナクション | 新宝島 グッドバイ 忘れられないの | 【番組責任者】 大泉洋 【ナレーション】 戸次重幸                                                                        |
| 504 | 7月20日  | 德永英明×ジャズで名曲に酔いしれる              | 徳永英明 | 輝きながら… 壊れかけのRadio LOVE IS ALL | 【番組責任者】 大泉洋 【ナレーション】 戸次重幸                                                                        |
| 505 | 7月27日  | LUNA SEA                                       | LUNA SEA | ROSIER 【スペシャルライブダイジェスト】 I for You STORM 宇宙の詩 ～Higher and Higher～ gravity TONIGHT TRUE BLUE 悲壮美 | 【番組責任者】 大泉洋 【ナレーション】 戸次重幸 【インタビューゲスト】 YOSHIKI 松岡昌宏 miwa                           |
| 506 | 8月10日  | beyond the border ～全ての境界線を越えて～     | MIYAVI | No Sleep Till Tokyo 千客万来 The Others | 【番組責任者】 大泉洋 【ナレーション】 戸次重幸 【ライブゲスト】 DAOKO 【メッセージゲスト】 矢沢永吉 布袋寅泰 蜷川実花 |
| 507 | 8月31日  | SHISHAMO                                       | SHISHAMO | 明日も 君の隣にいたいから | 【番組責任者】 大泉洋 【ナレーション】 戸次重幸                                                                        |
| 508 | 9月14日  | Little Glee Monster                            | Little Glee Monster | 明日へ 幸せのかけら ECHO | 【番組責任者】 大泉洋 【ナレーション】 戸次重幸                                                                        |
| 509 | 9月21日  | Perfume                                        | Perfume | リニアモーターガール レーザービーム ナナナナナイロ ポリリズム | 【番組責任者】 大泉洋 【天の声】 青井実 【メッセージゲスト】 関根麻里 MIKIKO 【対談ゲスト】 森山未来                   |
| 510 | 10月5日  | GLAY × 大泉洋が4人の絆に迫る                   | GLAY | 口唇 Winter,again COLORS | 【番組責任者】 大泉洋 【ナレーション】 戸次重幸                                                                        |
| 511 | 10月15日 | スピッツ                                       | スピッツ | 優しいあの子 ありがとさん ヤマブキ | 【番組責任者】 大泉洋 【ナレーション】 戸次重幸 【メッセージゲスト】 広瀬すず 草刈正雄 吉沢亮                          |
| 512 | 10月26日 | ～目の前の「あなた」に歌う～                   | 玉置浩二 | JUNK LAND オレンジ She Don't Care 青い“なす”畑 | 【番組責任者】 大泉洋 【ナレーション】 戸次重幸                                                                        |
| 513 | 11月2日  | 槇原敬之                                       | 槇原敬之 | Hello, my friend（松任谷由実） 若者のすべて（フジファブリック） Your Song（エルトン・ジョン） | 【番組責任者】 大泉洋 【ナレーション】 戸次重幸                                                                        |
| 514 | 11月9日  | こころを励ます歌2019                           | エレファントカシマシ Superfly 欧陽菲菲 秦基博 スキマスイッチ 中島みゆき CHARA 髙橋真梨子 竹内まりや Mr.Children 矢沢永吉 BUMP OF CHICKEN スピッツ Official髭男dism アンジェラ・アキ ザ・ビートルズ ゆず サザンオールスターズ | 今宵の月のように 愛をこめて花束を ラヴ・イズ・オーヴァー 鱗（うろこ） 全力少年 ファイト！ やさしい気持ち ごめんね… 元気を出して 終わりなき旅 チャイナタウン ダイヤモンド 正夢 コーヒーとシロップ ふるさと～HOME ヘイ・ジュード 栄光の架橋 希望の轍 | 【番組責任者】 大泉洋 【ナレーション】 戸次重幸                                                                        |
| 515 | 11月16日 | 小沢健二                                       | 小沢健二 | 薫る (労働と学業) 強い気持ち・強い愛 彗星 | 【番組責任者】 大泉洋 【ナレーション】 戸次重幸                                                                        |
| 516 | 11月23日 | 蔵出しスペシャル                               | （大泉洋との蔵出し対談アーティスト） Perfume 西川貴教 さだまさし 山口一郎 GLAY | （蔵出しスタジオライブ） 誘惑（GLAY） アイデンティティ（サカナクション） I for You（LUNA SEA） MAD QUALIA（Japanese Version）（HYDE） | 【番組責任者】 大泉洋 【ナレーション】 戸次重幸                                                                        |
| 517 | 11月30日 | 真心ブラザーズ                                 | 真心ブラザーズ | (スタジオライブ) サマーヌード 拝啓、ジョン・レノン 素晴らしきこの世界 | 【番組責任者】 大泉洋 【ナレーション】 戸次重幸 【メッセージゲスト】 又吉直樹 あいみょん                               |
| 518 | 12月7日  | 中山美穂                                       | 中山美穂 | 色・ホワイトブレンド You're My Only Shinin' Star 時計草 | 【番組責任者】 大泉洋 【ナレーション】 戸次重幸                                                                        |
| 519 | 12月14日 | 令和の時代に響く 尾崎豊                        | 尾崎豊 | 僕が僕であるために（歌：眉村ちあき） シェリー（歌：秋山黄色） Forget-me-not（歌：石崎ひゅーい） | 【番組責任者】 大泉洋 【ナレーション】 戸次重幸 【インタビューゲスト】 秋元才加 Matt                                   |

## 放送リスト（2020年代）
| 回  | 放送日   | タイトル                                                  | 出演者 | 曲目 | ゲスト |
| --- | -------- | --------------------------------------------------------- | --- | --- | --- |
| 520 | 1月11日  | Little Glee Monster                                       | Little Glee Monster | 明日へ 幸せのかけら ECHO | |
| 521 | 1月18日  | Superfly × いま迎える変化の時                             | Superfly | フレア 愛をこめて花束を Ambitious | - メッセージゲスト - 戸田恵梨香 - 大島優子                                                                |
| 522 | 1月25日  | 薬師丸ひろ子                                              | 薬師丸ひろ子 | （コンサート） セーラー服と機関銃 守ってあげたい 潮騒のメモリー アナタノコトバ | |
| 523 | 2月1日   | 鬼束ちひろ × 刻まれた20年分の思いを、いま                 | 鬼束ちひろ | 月光 流星群 書きかけの手紙 | |
| 524 | 2月8日   | 久保田利伸                                                | 久保田利伸 | You were mine JAM fo' freedom LIFE | |
| 525 | 2月22日  | 宮本浩次                                                  | 宮本浩次 | 冬の花 悲しみの果て ハレルヤ | |
| 526 | 2月29日  | 木村拓哉                                                  | 木村拓哉 | サンセットベンチ 夜空ノムコウ One and Only | - 対談 - 稲葉浩志                                                                                         |
| 527 | 3月7日   | ゆず                                                      | ゆず | 栄光の架橋 花咲ク街 SEIMEI | |
| 528 | 3月14日  | ラブソング特集                                            | 寺尾聰 あいみょん DREAMS COME TRUE イルカ あみん BEGIN YUI ウルフルズ Every Little Thing aiko Official髭男dism Mr.Children 木村カエラ 松田聖子 財津和夫                  | ルビーの指環 マリーゴールド 大阪LOVER なごり雪 待つわ'07 恋しくて CHE.R.RY バンザイ 〜好きでよかった〜 Time goes by カブトムシ Pretender HANABI Butterfly 赤いスイートピー 青春の影 | |
| 529 | 4月4日   | 香取慎吾 × ゼロから切り拓いた新しい自分、そして音楽       | 香取慎吾 | Metropolis (feat.WONK) Trap | - ライブゲスト - WONK                                                                                     |
| 530 | 4月11日  | 東京スカパラダイスオーケストラ × 「楽しくなる音楽」の秘密 | 東京スカパラダイスオーケストラ | メドレー | - ナレーション - 小田切千 - ライブゲスト - 奥田民生 - メッセージゲスト - 小泉今日子 - 竹中直人 - 亀田誠治 |
| 531 | 4月18日  | 鈴木雅之 × 歌声が紡ぐ40年の軌跡                           | 鈴木雅之 | Suzuki Masayuki presents 夢の40周年ノンストップヒットメドレー | - ナレーション - 小田切千 - ライブゲスト - 鈴木愛理                                                       |
| 532 | 4月25日  | 鬼束ちひろ × 刻まれた20年分の思いを、いま                 | 鬼束ちひろ | 月光 流星群 書きかけの手紙 | |
| 533 | 5月9日   | SONGS × 世界はJUJUの音楽にあふれてる                      | JUJU | 明日がくるなら ありがとう STAYIN' ALIVE | - ナレーション - 西東大 - 対談 - 三浦春馬 - メッセージゲスト - 吉田羊 - 蔦谷好位置 - 小田和正             |
| 534 | 5月16日  | GLAY × 大泉洋が4人の絆に迫る                              | GLAY | 口唇 Winter,again COLORS | |
| 535 | 5月23日  | AI 〜Special Edition〜                                    | AI | （築地本願寺でのライブ） Jesus Is My Help This Is Me Story 【ライブダイジェスト】 LIFT 'EM UP みんながみんな英雄 No Weapon ハピネス | |
| 536 | 5月30日  | いま、あなたが『贈りたい歌』                              | 松任谷由実 森山直太朗 DA PUMP あいみょん 財津和夫 BUMP OF CHICKEN エレファントカシマシ 嵐 宇多田ヒカル 平井堅 斉藤和義 FUNKY MONKEY BABYS 松田聖子 長谷川きよし 井上陽水 | 春よ、来い（第86回放送より） さくら(独唱)（第219回放送より） U.S.A.（第465回放送より） マリーゴールド（第69回NHK紅白歌合戦より） サボテンの花（第110回放送より） supernova（第370回放送より） 俺たちの明日（第287回放送より） Love so sweet（第502回放送より） 花束を君に（SONGSスペシャル(2016.9.22放送)より） 大きな古時計（第180回放送より） やさしくなりたい（第226回放送より） あとひとつ（第208回放送より） 瑠璃色の地球（第200回放送より） 愛の讃歌（歌:長谷川きよし/第218回放送より） 少年時代（第115回放送より） | |
| 537 | 6月6日   | いま、あなたが『贈りたい歌』Part2                         | V6 いきものがかり Kiroro 欅坂46 徳永英明 今井美樹 藤井フミヤ 玉置浩二 一青窈 椎名林檎 ［Alexandros］ 森山良子 浜崎あゆみ スガシカオ Mr.Children 忌野清志郎               | 愛なんだ（第349回放送より） ありがとう（第155回放送より） 未来へ（第449回放送より） サイレントマジョリティー（第416回放送より） 夢を信じて（第429回放送より） PRIDE（第117回放送より） TRUE LOVE（第47回放送より） 田園（第340回放送より） ハナミズキ（第124回放送より） 丸ノ内サディスティック（第95回放送より） ワタリドリ（第397回放送より） さとうきび畑（第44回放送より） ℳ（第350回放送より） Progress（第62回放送より） HANABI（第71回放送より） 雨あがりの夜空に（第36回放送より）                                | - 番組責任者 - 大泉洋                                                                                     |
| 538 | 6月13日  | 氷川きよし × 21年目の変化と挑戦                           | 氷川きよし | 限界突破×サバイバー ボヘミアン・ラプソディ Papillon | |
| 539 | 6月20日  | サカナクション × 山口一郎vs大泉洋 因縁の対談!?            | サカナクション | 新宝島 グッドバイ 忘れられないの | |
| 540 | 6月27日  | DREAMS COME TRUE × モンスターバンドの「過去・現在・未来」 | DREAMS COME TRUE | 何度でも（第177回放送より） YES AND NO さぁ鐘を鳴らせ（史上最強の移動遊園地 DREAMS COME TRUE WONDERLAND 2019より） | |
| 541 | 7月4日   | 郷ひろみ × 日本を奮い立たせる!ノンストップメドレー        | 郷ひろみ | 昭和・平成・令和 ノンストップGO!GO!メドレー | |
| 542 | 7月11日  | TUBE × “バンド史上最強”ヒットソングメドレー               | TUBE | TUBE スペシャル・サマーメドレー2020 Part1 TUBE スペシャル・サマーメドレー2020 Part2 TUBE スペシャル・サマーメドレー2020 Part3」の3曲。 | |
| 543 | 7月18日  | BTS × Eternally, “7”                                      | BTS | （韓国からのスタジオライブ） Black Swan Stay Gold | |
| 544 | 7月25日  | 岡村靖幸 × リアルと妄想が織りなす結婚式!?                 | 岡村靖幸 | 少年サタデー ステップアップLOVE だいすき | - ライブゲスト - DAOKO - 証言ゲスト - 今田耕司 - 妄想結婚式司会 - 小田切千 - 妄想結婚式祝電 - 松任谷由実  |
| 545 | 8月22日  | Official髭男dism × 時代に響く音を生み出す力               | Official髭男dism | I LOVE... HELLO ラストソング | - 対談 - 亀田誠治                                                                                         |
| 546 | 8月29日  | 高橋真梨子 × 愛され続ける“歌の職人”                       | 髙橋真梨子 | メドレー1 メドレー2 | - メッセージゲスト - 天海祐希 - 徳永英明 - 市村正親                                                       |
| 547 | 9月5日   | あいみょん × 心をつかむ言葉たち                           | あいみょん | ハルノヒ 愛を伝えたいだとか 裸の心 | |
| 548 | 9月12日  | 水樹奈々 × その凄さの秘密                                 | 水樹奈々 | POP MASTER ETERNAL BLAZE 深愛 FIRE SCREAM | - メッセージゲスト - 中村正人 - スガシカオ - ともさかりえ                                                 |
| 549 | 9月19日  | 宮本浩次 × 弾き、語り、歌う                               | 宮本浩次 | （対談での弾き語り） あなた 時の過ぎゆくままに 俺たちの明日 （スタジオライブ） P.S. I love you 夜明けのうた | |
| 550 | 9月26日  | V6 × 25周年 男たちの本音                                  | V6 | 愛なんだ スペシャルヒットメドレー | |
| 551 | 10月3日  | 佐野元春 × 時代を超えて響く 魂の歌                        | 佐野元春 | 約束の橋 ニューエイジ エンタテイメント! | - 対談 - 武田真一                                                                                         |
| 552 | 10月17日 | 欅坂46 × 駆け抜けた少女たちのリスタート                   | 欅坂46 | 誰がその鐘を鳴らすのか? 太陽は見上げる人を選ばない | - 証言ゲスト - 中村勘九郎 - 吉岡里帆 - 内村光良                                                           |
| 553 | 10月24日 | LiSA × 知られざる素顔に迫る                               | LiSA | 紅蓮華 Catch the Moment 炎 | - リモートゲスト - 古坂大魔王 - メッセージゲスト/ライブゲスト - 梶浦由記                                  |
| 554 | 10月31日 | 森山直太朗 山崎育三郎 × 『エール』が結んだ2人の絆         | 森山直太朗 山崎育三郎 | さくら 「エール」メドレー | |
| 555 | 11月7日  | 山崎まさよし × 25周年ハンドメイドの音楽魂                 | 山崎まさよし | One more time, One more chance 僕はここにいる Updraft | |
| 556 | 11月14日 | back number × 共感を呼ぶ リアルなことばたち               | back number | 高嶺の花子さん HAPPY BIRTHDAY オールドファッション エメラルド 水平線 | - 朗読ゲスト - 上白石萌音                                                                                 |
| 557 | 11月21日 | 今井美樹 × 35周年 オーケストラとの新たな挑戦              | 今井美樹 | PRIDE 幸せになりたい 瞳がほほえむから | - 指揮者 - 服部隆之 - 挾間美帆 - 千住明                                                                   |
| 558 | 11月28日 | 瑛人 × 夢をつかんだ23歳の素顔                             | 瑛人 | 香水 HIPHOPは歌えない ハピネス | - ライブゲスト - 韻シスト                                                                                 |
| 559 | 12月5日  | 松任谷由実                                                | 松任谷由実 | COBALT HOUR 深海の街 1920 | - 対談 - YOU                                                                                              |
| 560 | 12月12日 | 福山雅治 × いま解き明かされる表現の原点                   | 福山雅治 | 革命 心音 （対談での弾き語り） 道標 | |

| 回  | 放送日   | タイトル                                                                         | 出演者 | 曲目 | ゲスト                                                                                           |
| --- | -------- | -------------------------------------------------------------------------------- | --- | --- | ------------------------------------------------------------------------------------------------ |
| 561 | 1月16日  | 福山雅治 × 未公開トークSP                                                        | 福山雅治 | |                                                                                                  |
| 562 | 1月23日  | 密着!大泉洋 紅白歌合戦スペシャル                                                 | 大泉洋 あいみょん 石川さゆり 鈴木雅之 Superfly 玉置浩二 氷川きよし 福山雅治 MISIA 三山ひろし LiSA (スペシャルメッセージ) 内村光良 二階堂ふみ | (第71回NHK紅白歌合戦より) 限界突破×サバイバー 紅蓮華 天城越え 北のおんな町 愛をこめて花束を 田園 アイノカタチ                                           | - 出演アーティスト                                                                               |
| 563 | 1月30日  | ずっと真夜中でいいのに。 × 初めてつぶやいた夜                                    | ずっと真夜中でいいのに。 | 秒針を噛む 暗く黒く 正しくなれない | - コメントゲスト - シルクロード - 川谷絵音 - 髙野健（集英社「週刊少年ジャンプ」編集部） - 志尊淳 |
| 564 | 2月6日   | Little Glee Monster × だから私たちは歌い続ける                                   | Little Glee Monster | Little Glee Monster「軌跡」メドレー Little Glee Monster「絆」メドレー                                                                                   |                                                                                                  |
| 565 | 2月20日  | 秦基博 × 物語を彩る主題歌の魔法                                                  | 秦基博 | 泣き笑いのエピソード ひまわりの約束 アイ | - メッセージゲスト - 杉咲花 - 篠原涼子 - 成田凌 - 河瀨直美 - 八木竜一                            |
| 566 | 2月23日  | いま 大切な人に贈る“歌”                                                          | 森山直太朗 山崎育三郎 チューリップ 今井美樹 スターダスト☆レビュー Kiroro スガシカオ back number ゆず DREAMS COME TRUE 松任谷由実             | さくら 青春の影 PIECE OF MY WISH 木蘭の涙〜acoustic〜 Best Friend 夜空ノムコウ 水平線 雨のち晴レルヤ 何度でも 春よ、来い                                |                                                                                                  |
| 567 | 2月27日  | BUMP OF CHICKEN × あなたに会いたい歌がある                                       | BUMP OF CHICKEN | アカシア Aurora Flare 魔法の料理 〜君から君へ〜 | - インタビュアー - 渋谷陽一                                                                      |
| 568 | 3月6日   | aiko × おうち時間の創作活動                                                      | aiko | 桜の時 ハニーメモリー 磁石 |                                                                                                  |
| 569 | 4月8日   | まだ間に合う はじめてのNiziU                                                     | NiziU | Step and a step Take a picture Poppin' Shakin' | - 解説ゲスト - 古家正亨 - 臼井ミトン - TAKAHIRO                                                  |
| 570 | 4月15日  | “今だから言える”15年                                                             | いきものがかり | SAKURA ありがとう TSUZUKU （対談での弾き語り） からくり                                                                                                 | - VTRゲスト - 内村光良 - 本間昭光 - 岡田宣                                                       |
| 571 | 4月22日  | 筒美京平スペシャル 天才ヒットメーカーの世界に迫る                                | 筒美京平 | 郷ひろみ ヒットソングメドレー 卒業（斉藤由貴、生田絵梨花) ドラマティック・レイン（JUJU） 人魚（NOKKO）                                                  | - スタジオゲスト - 郷ひろみ - JUJU - インタビューゲスト - 酒井政利 - 武部聡志 - 秋元康           |
| 572 | 5月6日   | いま私たちに響く「言葉」と「メロディー」                                         | さだまさし | （生さだ in SONGSでの弾き語り） 案山子 いのちの理由 （スタジオライブ） 道化師のソネット 奇跡2021                                                        | - スタジオゲスト - 大竹しのぶ                                                                    |
| 573 | 5月13日  | いま届けたい「愛」のメッセージ                                                   | 美輪明宏 | 愛の讃歌（第309回放送より） 愛する権利（第193回放送より） 花〜すべての人の心に花を〜（第63回放送より）                                                  |                                                                                                  |
| 574 | 5月20日  | LiSAを作った人と音楽                                                             | LiSA | 炎 Another Great Day!! Believe in myself | - スタジオゲスト - 島袋寛子 - リモートゲスト - MAH                                               |
| 575 | 5月27日  | ボーカリストの知られざるあゆみ                                                   | 徳永英明 | レイニーブルー メドレー あなた（徳永英明） You and me                                                                                                   | - - スタジオゲスト - 西川貴教 - ISSA - インタビューゲスト - 高橋ひとみ - 太田英明                |
| 576 | 6月3日   | 徹底解剖! 歌バカ 平井堅                                                          | 平井堅 | ノンフィクション 1995 | - インタビューゲスト - あいみょん - 田辺秀伸                                                     |
| 577 | 6月17日  | 2021 上半期ヒットソングSP                                                        | Ado 優里 Awesome City Club BTS | （対談での弾き語り） 歌うたいのバラッド（優里） （スタジオライブ） ドライフラワー（優里） 勿忘（Awesome City Club） Stay Gold（BTS）（第543回放送より） | - インタビューゲスト - 芦澤紀子 - syudou                                                         |
| 578 | 6月24日  | 星野源                                                                           | 星野源 | SUN 創造 不思議 |                                                                                                  |
| 579 | 7月1日   | 56年のドラマチック歌手人生                                                       | 布施明 | シクラメンのかほり 君は薔薇より美しい マイ・ウェイ She                                                                                                  |                                                                                                  |
| 580 | 7月8日   | 4人で作り上げた唯一無二の「世界」                                                | SEKAI NO OWARI | silent バードマン | - VTR出演 - 森七菜 - ゆず                                                                        |
| 581 | 9月9日   | 明日話したくなるヒゲダンの話                                                     | Official髭男dism | Stand By You Cry Baby アポトーシス | - VTR出演 - 横田誓哉 - mabanua                                                                   |
| 582 | 9月16日  | 桑田佳祐スペシャル 魂の悶絶ライブ!! 〜ごはん味噌汁時々ボウリングfeat. 洋ちゃん～ | 桑田佳祐 | 炎の聖歌隊 ［Choir］ 悲しきプロボウラー さすらいのRIDER 金目鯛の煮つけ Soulコブラツイスト〜魂の悶絶                                                     | - ボウリング解説 - 名和秋 - ボウリング実況 - 小川光明                                            |
| 583 | 9月30日  | 誰かを思い寄り添い続けた18年                                                     | Bank Band | 糸 奏逢 〜Bank Bandのテーマ〜 to U 東京協奏曲（宮本浩次 × 櫻井和寿 organized by ap bank）                                                               | - スタジオライブゲスト - Salyu - 宮本浩次                                                        |
| 584 | 10月12日 | エンターテイナーが誘う音楽の世界                                                 | 山崎育三郎 | また逢う日まで A Whole New World メロディー スペシャルメドレー                                                                                          | - スタジオライブゲスト - 平原綾香                                                                |
| 585 | 10月21日 | 駆け抜けた26年揺るぎない絆                                                       | V6 | TAKE ME HIGHER Darling HONEY BEAT WAになっておどろう スペシャルメドレー                                                                                 | - インタビューゲスト - 東山紀之                                                                  |
| 586 | 11月4日  | 進化を続ける55歳                                                                 | 宮本浩次 | 今宵の月のように 冬の花 浮世小路のblues | - インタビューゲスト - 小林武史                                                                  |
| 587 | 11月18日 | 知られざる半世紀の絆                                                             | 野口五郎・岩崎宏美 | 筒美京平SPメドレー レ・ミゼラブルメドレー 好きだなんて言えなかった                                                                                      | - インタビューゲスト - 山本耕史                                                                  |
| 588 | 11月25日 | 歌手として歩んだ40年                                                             | 薬師丸ひろ子 | 40周年SPメドレー うるわしの白百合 Come Back To Me～永遠の横顔                                                                                           | - インタビューゲスト - 宮藤官九郎                                                                |
| 589 | 12月2日  | ネット初アーティストの素顔                                                       | YOASOBI | 大正浪漫 ラブレター ツバメ |                                                                                                  |
| 590 | 12月16日 | なぜあいみょんを好きになってしまうのか                                           | あいみょん | 愛を知るまでは ハート |                                                                                                  |

| 回  | 放送日   | タイトル                                             | 出演者 | 曲目 | ゲスト |
| --- | -------- | ---------------------------------------------------- | --- | --- | --- |
| 591 | 1月20日  | 大泉洋 紅白密着SP                                    | 大泉洋 | 第72回NHK紅白歌合戦の映像より放送 | - ナレーション - 和久田麻由子 - VTR出演 - >石川さゆり - Snow Man - DISH// - NiziU - BiSH - 福山雅治 - 川口春奈 - 和久田麻由子                                                                           |
| 592 | 1月27日  | 2021総集編 & more                                    | 中島みゆき（ドキュメンタリー映像） milet（対談）                                                                                     | Fly High（milet、NHK交響楽団とのコラボレーション） | - ナレーション - 深川和征 |
| 593 | 2月3日   | 鈴木雅之、今ニッポンを歌う                           | 鈴木雅之 | メロディー 君は薔薇より美しい ルビーの指環 道化師のソネット 怪物 明日への手紙                                                                            | |
| 594 | 2月24日  | AI                                                   | AI 森山直太朗 | アルデバラン Story 花 First Time feat. RIEHATA | - VTR出演 - 川栄李奈 - 世良公則 |
| 595 | 3月3日   | JUJU "人生の教科書" ユーミンを歌う                   | JUJU | 卒業写真 DESTINY 守ってあげたい | - VTR出演 - 松任谷正隆 - 松任谷由実 |
| 596 | 3月24日  | 15周年スペシャル                                     | 主な登場アーティスト（50音順） あいみょん 井上陽水 桑田佳祐 髙橋真梨子 竹内まりや Perfume 福山雅治 松任谷由実 美輪明宏 矢沢永吉 ほか | これまでのSONGSの映像より放送 | - ゲストMC - あ〜ちゃん（Perfume） |
| 597 | 4月7日   | Superfly                                             | Superfly | ハロー・ハロー Beautiful Voice | - VTR出演 - 夏木マリ - 吉岡聖恵（いきものがかり） |
| 598 | 4月14日  | 山崎育三郎                                           | 山崎育三郎 昆夏美（スタジオライブゲスト）                                                                                            | 夏の終りのハーモニー（大泉洋とのコラボレーション） 生きてることが辛いなら 歌い継ぎたい名曲メドレー レ・ミゼラブル メドレー（昆夏美とのコラボレーション） | - VTR出演 - 小椋佳 |
| 599 | 4月21日  | 森山直太朗                                           | 森山直太朗 森山良子 | 今 さくら（SONGS ver.） 素晴らしい世界 | |
| 600 | 5月12日  | Mr.Children                                          | Mr.Children | ヒカリノアトリエ 永遠 生きろ | |
| 601 | 5月19日  | アリス                                               | アリス | 君のひとみは10000ボルト 告白 チャンピオン 冬の稲妻 スペシャルメドレー                                                                                    | |
| 602 | 5月31日  | BEGIN                                                | BEGIN | 恋しくて ウルマメロディー | - VTR出演 - 三宅裕司 |
| 603 | 6月2日   | 三浦大知                                             | 三浦大知 上白石萌歌 | 燦燦 てぃんさぐぬ花（上白石萌歌とのコラボレーション） 涙そうそう                                                                                         | - 対談/スタジオライブゲスト - 上白石萌歌 - VTR出演 - 黒島結菜 - 満島ひかり |
| 604 | 6月9日   | 香取慎吾                                             | 香取慎吾 | シンゴペーション 東京タワー（新しい学校のリーダーズとのコラボレーション) 東京は夜の七時(野宮真貴とのコラボレーション)                                    | - スタジオライブゲスト - 新しい学校のリーダーズ - 野宮真貴 - VTR出演 - 三谷幸喜 |
| 605 | 6月16日  | 星野源                                               | 星野源 | 創造 SUN（YOASOBIとのコラボレーション） Hello Song 喜劇                                                                                                  | - スタジオライブゲスト - YOASOBI - VTR出演 - Official髭男dism |
| 606 | 6月23日  | Official髭男dism                                     | Official髭男dism | Anarchy Universe ミックスナッツ | - VTR出演 - 星野源 - 成河広明 |
| 607 | 6月30日  | ゆず                                                 | ゆず | サヨナラバス 虹 君を想う | - VTR出演 - 寺岡呼人 - 稲葉貢一 |
| 608 | 7月14日  | NiziU                                                | NiziU | Super Summer ASOBO CLAP CLAP | - VTR出演 - 黒柳徹子 |
| 609 | 7月21日  | Perfume                                              | Perfume | Spinning World Flow | - SPインタビュー - MIKIKO - 清原果耶 |
| 610 | 7月28日  | ポルノグラフィティ                                   | ポルノグラフィティ | アポロ そらいろ 暁 | |
| 611 | 8月25日  | 真夏の総集編スペシャル                               | 大泉洋 | 2022年度のSONGSの映像より放送 | - ナレーション - 深川和征 - VTR出演 - Superfly - 山崎育三郎 - 森山直太朗 - Mr.Children - アリス - BEGIN - 三浦大知 - 香取慎吾 - 星野源 - Official髭男dism - ゆず - NiziU - Perfume - ポルノグラフィティ |
| 612 | 9月1日   | 郷ひろみ                                             | 郷ひろみ | 言えないよ ジャンケンポンGO!! 50周年スペシャルメドレー                                                                                                   | |
| 613 | 9月8日   | 石井竜也                                             | 石井竜也 | 君がいるだけで 浪漫飛行 RIVER 心が曇ったら | - スタジオゲスト - Char - BON |
| 614 | 9月15日  | KOH+                                                 | KOH+（福山雅治・柴咲コウ） | KISSして 最愛 ヒトツボシ | |
| 615 | 9月22日  | 工藤静香                                             | 工藤静香 Cocomi | 禁断のテレパシー 抱いてくれたらいいのに MUGO・ん･･･色っぽい Blue Rose 激情 黄砂に吹かれて                                                                | |
| 616 | 10月6日  | 松任谷由実                                           | 松任谷由実 SKYE | あの日にかえりたい Call me back | |
| 617 | 10月13日 | 石川さゆり                                           | 石川さゆり | 津軽海峡・冬景色 天城越え ウイスキーが、お好きでしょ 残雪                                                                                                | |
| 618 | 10月20日 | 原由子                                               | 原由子 | 花咲く旅路 スローハンドに抱かれて (Oh Love!!) 鎌倉 On The Beach                                                                                          | |
| 619 | 10月27日 | 一青窈                                               | 一青窈 マシコタツロウ | もらい泣き ハナミズキ 耳をすます | |
| 620 | 11月10日 | 藤井フミヤ                                           | 藤井フミヤ 木梨憲武 ヒロミ 藤井尚之                                                                                                  | 涙のリクエスト NANA I Love you, SAYONARA TRUE LOVE 水色と空色                                                                                            | |
| 621 | 11月17日 | King Gnu ワールドカップ直前スペシャル                | King Gnu 中澤佑二 | 飛行艇 Stardom | |
| 622 | 12月8日  | 紅白SP                                               | 大泉洋 IVE 緑黄色社会 | ELEVEN -Japanese ver.- Mela! | |
| 623 | 12月22日 | スペシャル 安全地帯&玉置浩二～ふるさとのメロディー～ | 安全地帯 玉置浩二 | 田園 悲しみにさよなら メロディー | |

| 回  | 放送日   | タイトル                                              | 出演者           | 曲目 | ゲスト |
| --- | -------- | ----------------------------------------------------- | ---------------- | --- | --- |
| 624 | 1月26日  | MISIA                                                 | MISIA            | 希望のうた 明日へ | |
| 625 | 2月9日   | CHEMISTRY                                             | CHEMISTRY Da-iCE | PIECES OF A DREAM Point of No Return 君をさがしてた You Go Your Way                                                                   | |
| 626 | 3月2日   | 中島みゆき特集＆下半期名場面集                        | 中島みゆき       | 俱に 島より | - スタジオ出演 - 工藤静香 |
| 627 | 4月13日  | aiko                                                  | aiko             | ボーイフレンド メロンソーダ 夏恋のライフ 荒れた唇は恋を失くす                                                                         | - 出演 - 上白石萌音 - はっとり（マカロニえんぴつ）                                                                                      |
| 628 | 4月20日  | 菅田将暉                                              | 菅田将暉         | まちがいさがし ゆらゆら | |
| 629 | 4月27日  | 鈴木雅之                                              | 鈴木雅之         | 夢で逢えたら Guilty 別れの街 道導 スポットライト                                                                                      | - 出演 - 山下達郎 - 小田和正 - Ayase - スタジオ出演 - 浜野謙太（在日ファンク）                                                          |
| 630 | 6月8日   | 男闘呼組                                              | 男闘呼組         | TIME ZONE 秋 DAYBREAK Foxy Lady（Rockon Social Club） Rolling Thunder Baby（Rockon Social Club） ヨッテタカッテ（Rockon Social Club） | - 出演 - 寺岡呼人 |
| 631 | 6月15日  | 山崎育三郎                                            | 山崎育三郎       | 美女と野獣〜ひそかな夢 にじ（w/杉並児童合唱団） 民衆の歌                                                                              | - 出演 - 栗田博文 - 東京フィルハーモニー交響楽団 - 杉並児童合唱団 - ジョン・ケアード                                                    |
| 632 | 6月22日  | さだまさし                                            | さだまさし       | 親父の一番長い日 マイアミの歓喜もしくは開運〜侍ジャパンと栗山英樹監督に捧ぐ〜                                                         | - VTR出演 - 岩崎宏美 - 栗山英樹 - 劇団ひとり - 立川談春 - アルチブラジレイラ                                                            |
| 633 | 7月13日  | なにわ男子                                            | なにわ男子       | 初心LOVE ダイヤモンドスマイル Poppin' Hoppin' Lovin'                                                                                  | - VTR出演 - 大倉忠義（関ジャニ∞） |
| 634 | 7月20日  | 伊藤蘭〜キャンディーズから50年〜                      | 伊藤蘭           | 春になったら | - VTR出演 - 水谷豊 - トータス松本 - 奥田民生                                                                                            |
| 635 | 7月27日  | SEVENTEEN                                             | SEVENTEEN        | 舞い落ちる花びら (Fallin' Flower) DREAM Run to You -Japanese ver.-                                                                    | |
| 636 | 9月7日   | 上半期名場面&中島みゆき                               | 中島みゆき       | | - VTR出演 - aiko - 菅田将暉 - 鈴木雅之 - 男闘呼組 - 山崎育三郎 - さだまさし - なにわ男子 - 伊藤蘭 - SEVENTEEN - ナレーション - 深川和征 |
| 637 | 9月21日  | 星野源                                                | 星野源           | 恋 生命体 不思議 | |
| 638 | 10月12日 | 絢香                                                  | 絢香             | にじいろ みんな空の下 To The Moon | - VTR出演 - アンジェラ・アキ - Taka（ONE OK ROCK） - 三浦大知                                                                           |
| 639 | 10月26日 | JUJU ～昭和歌謡スペシャル in 京都～                   | JUJU             | あゝ無情 時の流れに身をまかせ じれったい with 大泉洋                                                                                  | - VTR出演 - 亀田誠治 |
| 640 | 11月2日  | 生放送スペシャル ～玉置浩二プロデュース楽曲TV初歌唱～ | 大泉洋           | あの空に立つ塔のように （作曲：玉置浩二、作詞：大泉洋、編曲：トオミヨウ）                                                             | - VTR出演 - Superfly - 亀田誠治 |
| 641 | 11月30日 | いきものがかり                                        | いきものがかり   | 笑顔 SAKURA ときめき | - VTR出演 - 鷲尾天 |
| 642 | 12月7日  | 福山雅治 〜俳優と歌手 2つの顔が織りなす世界〜         | 福山雅治         | 零 -ZERO- 想望 虹（スペシャルアコースティックver. in アメリカ）                                                                       | |
| 643 | 12月21日 | 紅白スペシャル                                        | milet            | Anytime Anywhere | - VTR出演 - 新しい学校のリーダーズ - 石川さゆり - SEVENTEEN - 福山雅治                                                                  |

| 回  | 放送日   | タイトル                                                      | 出演者                         | 曲目                                                                                                  | ゲスト |
| --- | -------- | ------------------------------------------------------------- | ------------------------------ | --- | --- |
| 644 | 1月25日  | 西川貴教                                                      | 西川貴教                       | INVOKE-インヴォーク- FREEDOM Love again                                                               | - VTR出演 - 小室哲哉 |
| 645 | 2月1日   | 三浦大知                                                      | 三浦大知                       | EXCITE 燦燦 Pixelated World                                                                           | - 清塚信也 |
| 646 | 2月8日   | 薬師丸ひろ子                                                  | 薬師丸ひろ子                   | 探偵物語 Woman "Wの悲劇"より きみとわたしのうた                                                       | - ナレーション - 戸次重幸 - 指揮 - 時任康文 - 演奏 - 東京フィルハーモニー交響楽団 - 武部聡志 - 合唱 - NHK東京児童合唱団               |
| 647 | 3月7日   | 東京スカパラダイスオーケストラ ～あらゆる壁を超える音楽の力～ | 東京スカパラダイスオーケストラ | Paradise Has No Border in MEXICO カナリヤ鳴く空 feat TAKUMA（10-FEET） メモリー・バンド               | |
| 648 | 3月14日  | 大泉洋                                                        | 大泉洋                         | あの空に立つ塔のように ハナ～僕とじいちゃんと ふわり                                                  | - 出演 - 戸次重幸 - 玉置浩二 - VTR出演 - TAKURO（GLAY）                                                                               |
| 649 | 4月4日   | SEKAI NO OWARI ～深すぎる4人の絆～                            | SEKAI NO OWARI                 | 最高到達点 タイムマシン Habit RAIN                                                                    | |
| 650 | 4月11日  | Superfly ～背中を押す歌声～                                   | Superfly                       | 愛をこめて花束を Ashes 楓 春はグラデーション                                                          | - VTR出演 - 小林有吾 |
| 651 | 4月25日  | SONGS 未公開SP～武道館への道・完全版～                        | 大泉洋                         | 本日のスープ（仙台公演より） コラーゲン。（武道館公演より）                                           | - 出演 - 鈴木奈穂子アナウンサー - VTR出演 - 内村光良                                                                                  |
| 652 | 5月16日  | 山崎育三郎                                                    | 山崎育三郎                     | 君は薔薇より美しい Witch GAME 裏切らない（ミュージカル「トッツィー」より いのちの理由                 | |
| 653 | 5月23日  | 岡村和義 ～最強のともだち～                                   | 岡村和義                       | カモンベイビー サメと人魚 あの娘ぼくがロングシュート決めたらどんな顔するだろう ずっと好きだった       | - VTR出演 - リリー・フランキー |
| 654 | 5月30日  | 郷ひろみ ～デビュー52年 挑み続ける理由～                      | 郷ひろみ                       | 逢いたくてしかたない 男願 Groove! できるだけ、                                                        | |
| 655 | 6月6日   | 新しい学校のリーダーズ ～個性で "はみ出す" 4人の素顔～        | 新しい学校のリーダーズ         | オトナブルー Tokyo Calling Arigato                                                                    | |
| 656 | 6月20日  | Mrs. GREEN APPLE                                              | Mrs. GREEN APPLE               | 青と夏 ライラック Soranji Dear                                                                        | |
| 657 | 7月4日   | HY ～ふるさと沖縄への思い～                                   | HY                             | AM11:00 366日 (Official Duet ver.) LOVE                                                               | |
| 658 | 7月18日  | ゆず ～なぜ、ゆずの音楽は私たちの背中を押すのか？～           | ゆず                           | 夏色 栄光の架橋 Chururi 図鑑                                                                          | |
| 659 | 7月25日  | 松本孝弘 ～世界的ギタリストのルーツ そして今～                | 松本孝弘                       | #1090 ～Million Dreams～ BATTLEBOX 俺たちの勲章テーマ 傷だらけのローラ w/新浜レオン 六本木心中 w/LiSA | - ゲストボーカル - LiSA - 新浜レオン - VTR出演 - TAKURO（GLAY） - ジャック・ブレイズ（Night Ranger） - エリック・マーティン（MR.BIG） |
| 660 | 9月5日   | 上半期ベストセレクション2024                                  |                                | | |
| 661 | 9月12日  | あいみょん ～あいみょんのあたまの中～                         | あいみょん                     | 愛の花 会いに行くのに ざらめ                                                                          | |
| 662 | 9月19日  | Official髭男dism ～４人で鳴らすグッドミュージック～           | Official髭男dism               | Sharon SOULSOUP ホワイトノイズ                                                                        | |
| 663 | 9月26日  | DREAMS COME TRUE ～ドリカム35年 たどりついた思い～            | DREAMS COME TRUE               | 晴れたらいいね あなたとトゥラッタッタ♪ Kaiju ALMOST HOME                                              | |
| 664 | 10月10日 | GLAY ～時代を超え 生まれ続ける伝説～                          | GLAY                           | Winter,again～グロリアス サバイバル～誘惑 BRIGHTEN UP さよならはやさしく                              | |
| 665 | 10月17日 | THE ALFEE ～50年の軌跡と3人の絆～                             | THE ALFEE                      | メリーアン～星空のディスタンス Brave Love 〜Galaxy Express 999 はじまりの詩                           | |
| 666 | 11月7日  | 奥田民生 ～自然体の極意～                                     | 奥田民生                       | 愛のために さすらい コーヒー                                                                          | - VTR出演 - PUFFY |
| 667 | 12月5日  | 緑黄色社会                                                    | 緑黄色社会                     | Mela! 僕らはいきものだから 花になって                                                                 | - VTR出演 - 谷中敦（東京スカパラダイスオーケストラ）                                                                                  |
| 668 | 12月12日 | 南こうせつ                                                    | 南こうせつ                     | 神田川 上を向いて歩こう 心の虹                                                                        | |

| 回  | 放送日  | タイトル                                         | 出演者                                                                | 曲目                                                                                         | ゲスト                                                                           |
| --- | ------- | ------------------------------------------------ | --------------------------------------------------------------------- | -------------------------------------------------------------------------------------------- | -------------------------------------------------------------------------------- |
| 669 | 1月23日 | 倖田來未 ～エロカッコイイの原点 貫き通した信念～ | 倖田來未                                                              | キューティーハニー Butterfly 愛のうた walk                                                   |                                                                                  |
| 670 | 2月6日  | 泉谷しげる ～魂の歌に込めたメッセージ～          | 泉谷しげる                                                            | 春夏秋冬 世代 イメージの詩                                                                   |                                                                                  |
| 671 | 2月13日 | JUJU                                             | JUJU                                                                  | 奇跡を望むなら... 言葉にできない The Water                                                   |                                                                                  |
| 672 | 2月27日 | AI                                               | AI                                                                    | Story ハピネス NAKAMA                                                                        | - VTR出演 - DABO                                                                 |
| 673 | 3月6日  | 上白石萌音                                       | 上白石萌音                                                            | なんでもないや(movie ver.) 夜明けをくちずさめたら まぶしい                                   |                                                                                  |
| 674 | 3月13日 | みんなのベスト紅白SP                             |                                                                       |                                                                                              | - コメント出演 - 郷ひろみ - THE ALFEE - 中島みゆき - 南こうせつ - レディー・ガガ |
| 675 | 4月3日  | 髙橋真梨子                                       | 髙橋真梨子                                                            | 桃色吐息 雲母の波                                                                            |                                                                                  |
| 676 | 4月10日 | Number_i                                         | Number_i                                                              | GOAT GOD_i JELLY                                                                             |                                                                                  |
| 677 | 4月17日 | 岸谷香                                           | 岸谷香                                                                | Diamonds<ダイアモンド> M ボディーガード                                                      | - VTR出演 - 森高千里 - 渡瀬マキ（LINDBERG）                                      |
| 678 | 5月1日  | さだまさし～まだまだ知らないさだまさし〜         | さだまさし                                                            | 長崎小夜曲 舞姫 生命の樹～Tree of Life～                                                     |                                                                                  |
| 679 | 5月15日 | 星野源                                           | 星野源                                                                | 喜劇 夢の外へ 創造 Eureka                                                                    |                                                                                  |
| 680 | 5月29日 | 香取慎吾                                         | 香取慎吾                                                              | SURVIVE (feat. LEO from ALI) TATTOO（feat. 中森明菜) Not Too Good Not Too Bad (feat. Yaffle) |                                                                                  |
| 681 | 6月12日 | Superfly                                         | Superfly                                                              | 彩り Wherever you are 果てない空 メロディー                                                  | - VTR出演 - トオミヨウ                                                           |
| 682 | 6月26日 | 浜崎あゆみ                                       | 浜崎あゆみ                                                            | INSPIRE Mirrorcle World mimosa                                                               |                                                                                  |
| 683 | 7月10日 | BEGIN ～うたがつなぐ絆～                         | BEGIN                                                                 | 島人ぬ宝 なんくる君であれ 防波堤で見た景色                                                   |                                                                                  |
| 684 | 7月17日 | スターダスト☆レビュー                            | スターダスト☆レビュー                                                 | 木蘭の涙 夢伝説 今夜だけきっと めぐり逢えてよかった ナントとカナルの物語                     |                                                                                  |
| 685 | 7月24日 | 井上芳雄                                         | 井上芳雄 亀田誠治 甲斐翔真 木下晴香 佐藤隆紀 島田歌穂 田代万里生 遥海 | 井上芳雄デビュー25周年スペシャルミュージカルメドレー 雨が止んだら                            |                                                                                  |
| 686 | 7月31日 | Perfume                                          | Perfume                                                               | Spring of Life 巡ループ Dream Fighter                                                        | - 掟ポルシェ - MIKIKO                                                            |

## SONGS +PLUS
| 回 | 放送日        | アーティスト | 備考 |
| -- | ------------- | ------------ | ---- |
| 1  | 2022年9月23日 | IVE          |      |
| 2  | 2022年11月3日 | LE SSERAFIM  |      |
| 3  | 2023年3月8日  | 幾田りら     |      |

## SONGSプレミアム
旧BS2で放送。2011年4月BSの再編により、同年3月でBS2での放送終了。半年後の2011年10月6日からは、NHK BSプレミアムで放送を再開した。これまで『SONGS』に出演したアーティストの放送回を編集・再構成して放送される。初回の2011年10月6日は「長渕剛 TRY AGAIN for JAPAN Part1」が放送された。2014年4月13日の『SONGSプレミアム「薬師丸ひろ子」』は、総合テレビの日曜日 13:05 - 13:48に放送された。
放送時間
- 本放送：木曜日 22:00 - 22:59
- 再放送：土曜日 13:00 - 13:59（放送2日後）

### これまでの出演者（SONGSプレミアム）
| 放送日        | 出演者       | 曲目 | ゲスト |
| ------------- | ------------ | --- | ------ |
| 2014年4月13日 | 薬師丸ひろ子 | セーラー服と機関銃 メイン・テーマ 潮騒のメモリー 故郷 黄昏のビギン 秋の子 夢で逢えたら Woman "Wの悲劇"より |        |

## スタッフ
2021年4月8日放送以降
- 構成：竹村武司、渡邊健一、山内浩嗣
- 技術：西田慎司、松浦勝一、中山浩佑、石田耕介、三好唯之、五十嵐理美
- 撮影：伊藤毅、黒葛良彦、山田博之、小杉勉、忽那達夫
- 照明：田原迫京太、川口徹、加藤稔雄、丹羽陽子、矢嶋航、重松遥、萩原利恵
- 音声：蓮江哲也、森田誠、伊藤文王、川付明範、柳谷智章、島田真悟、志村宏、実川素子
- 映像技術：小川正一郎、中村龍介、仲間祐華子、守友祥史、上野早紀、佐藤裕藤、豊田敦規、原幸介
- 美術：清絵里子、山口高志、南屋武広、淀裕矢、寺尾一将、市原寛教
- 音響効果：小野寺孝之
- 編集：関野利彦、小原雅之
- 取材：正原恭伍、宮浦和樹、大迫一輝、湊里奈、夏目裕人、中塚雄一朗、坂井田啓太
- プロデューサー：山崎隆博、羽村玄
- 制作統括：加藤英明、篠原伸介
- 演出：濱野慎司、夏目裕人、中塚雄一朗、坂井田啓太、正原恭伍、是洞茂樹、宮浦和樹、大迫一輝
- 制作・著作：NHK

歴代スタッフ
- 制作統括：三溝敬志